# Windenstart

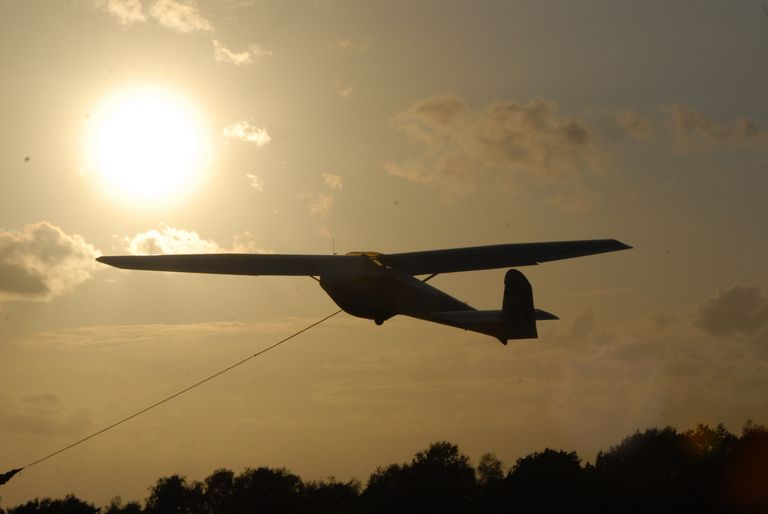
Übergang eines Segelflugzeugs in die Steigflugphase

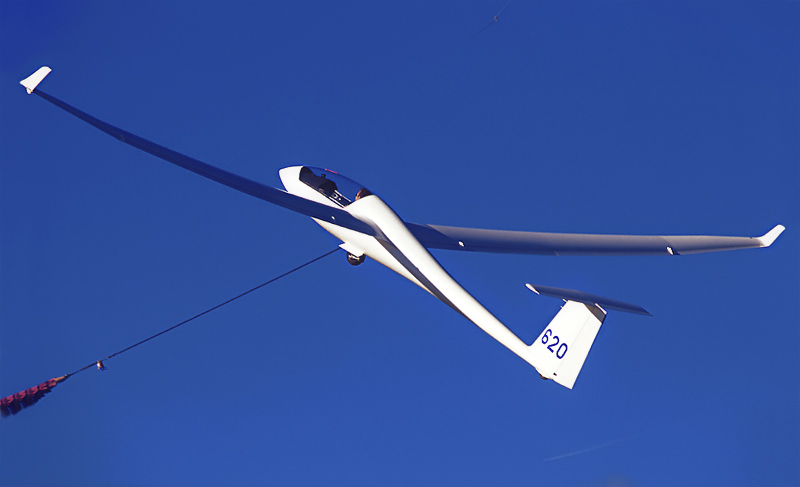
Segelflugzeug in der Steigflugphase

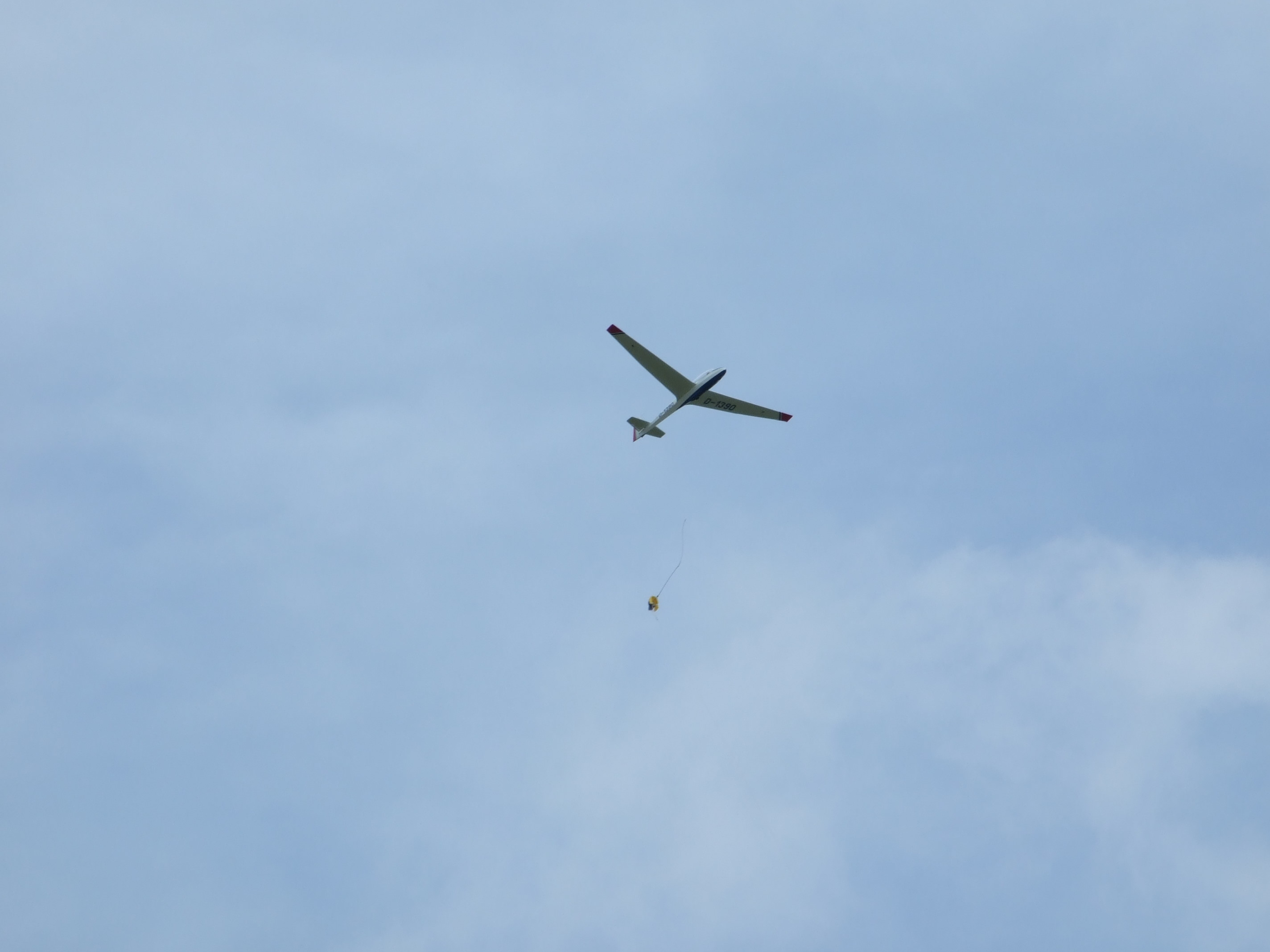
Segelflugzeug nach dem Ausklinken

Der Windenstart ist eine Technik, mit der ein Luftfahrzeug ohne eigenen Antrieb auf eine für den Weiterflug ausreichende Geschwindigkeit und Höhe gebracht wird. Dabei wird es mit einem langen, an einer Seilwinde befestigten Seil in die Luft gezogen. Am höchsten Punkt der Bahn wird die Verbindung zwischen Seil und Luftfahrzeug getrennt und das Luftfahrzeug fliegt frei weiter.

## Windentypen

### Aufrollwinden

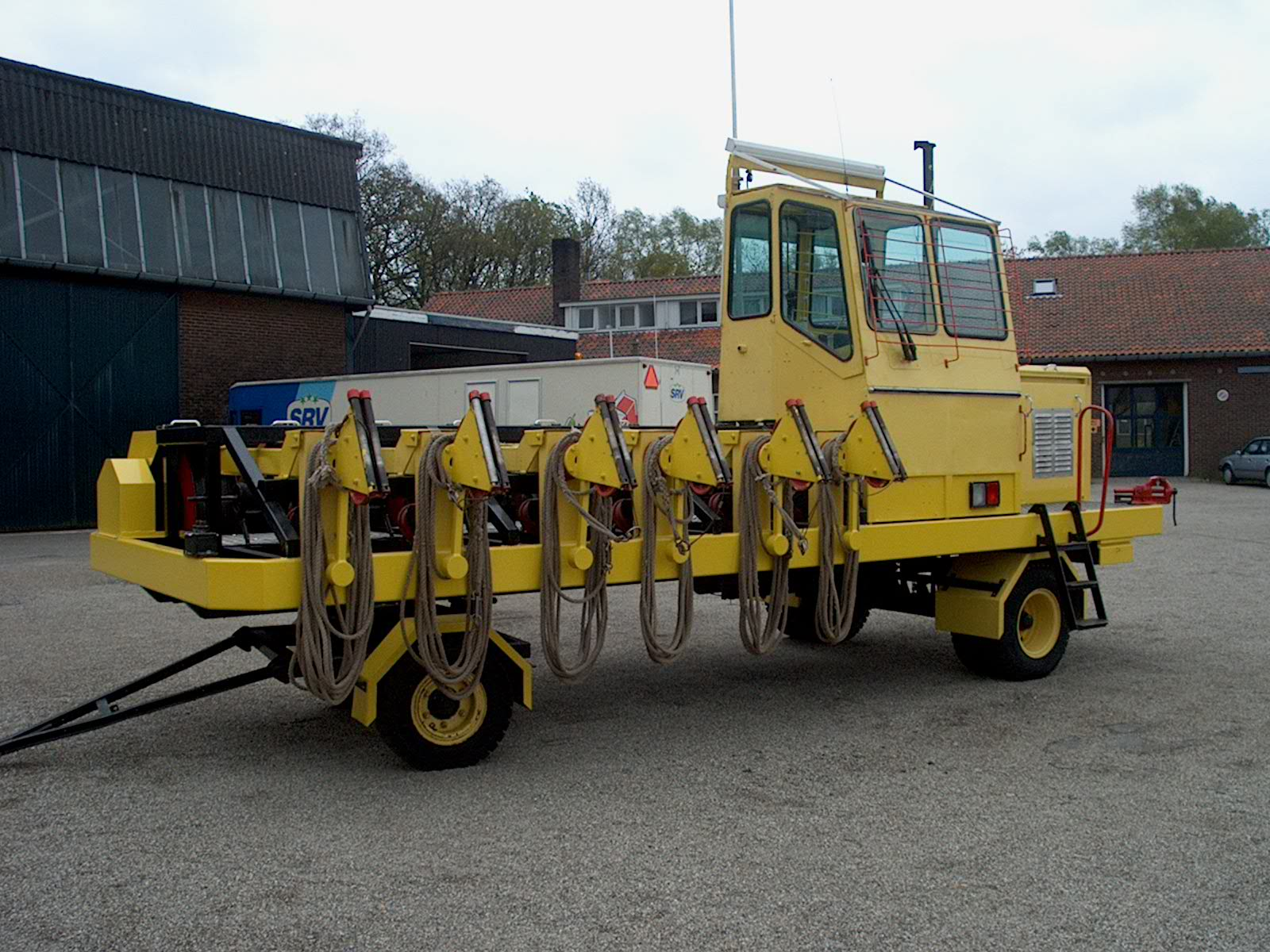
Trommelwinde mit sechs Seilen

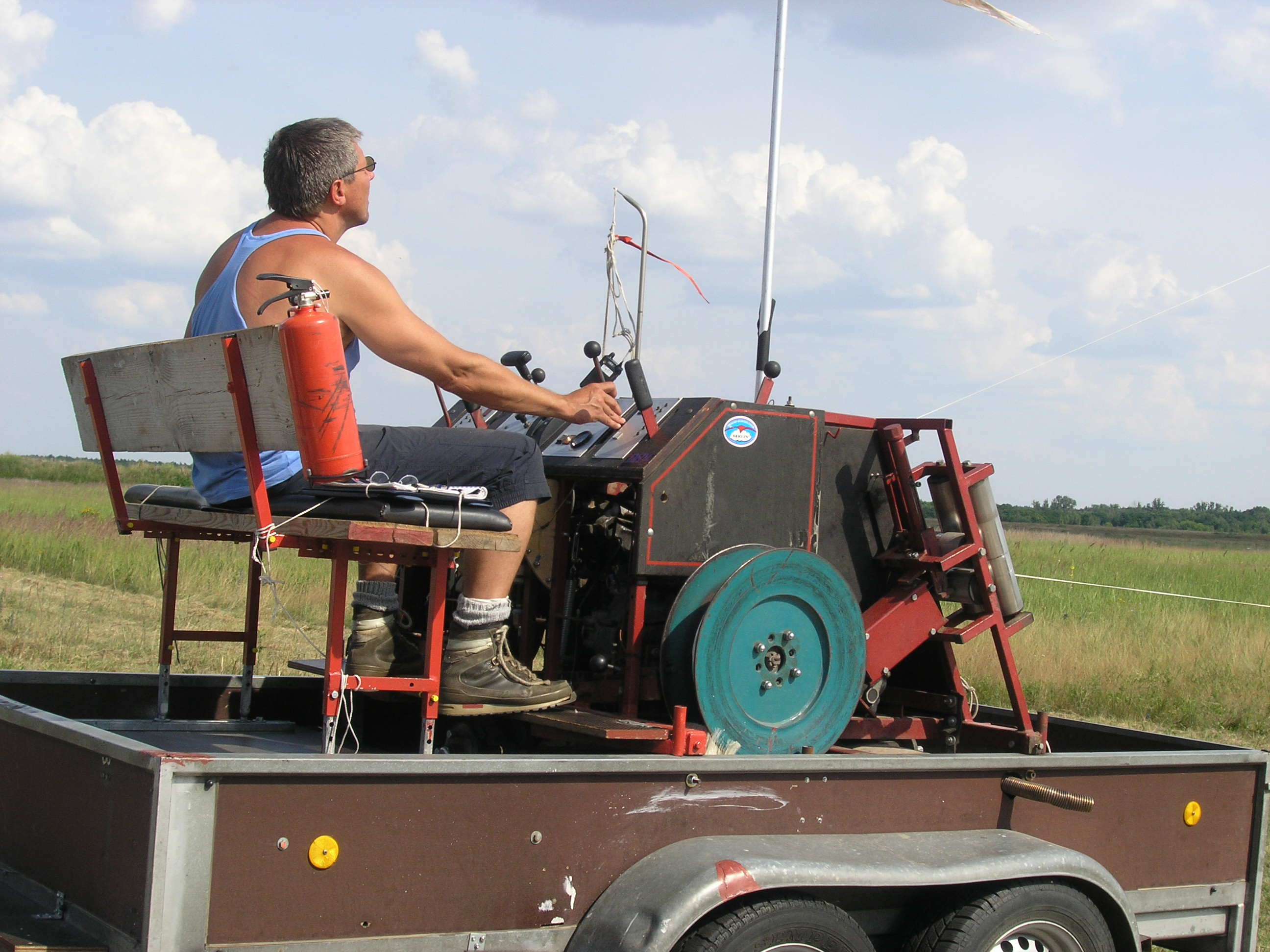
Stationäre Aufrollwinde für Drachen und Gleitschirme

Obwohl die Schleppwinde zum Transport meist mobil ist, behält die Aufrollwinde während der ganzen Schleppaktion einen festen Standort. Die Schleppwinde besteht aus einem Motor, der über eine zugkraftregelnde Mechanik eine Seiltrommel antreibt. Die Aufrollwinde ist die am meisten verwendete Variante.
Zur Startvorbereitung wird das 400 bis 3000 m lange Seil mit einem Auto oder Motorrad (in Fliegerkreisen meist Lepo genannt) auf dem Schleppgelände ausgezogen und das freie Ende an der Schleppkupplung des Fluggerätes eingehängt. Sobald der Windenfahrer die Winde startet und anfängt das Seil aufzuspulen, wird das Fluggerät angezogen und durch die Zugkraft beschleunigt; es steigt auf. Diese Phase des Windenstarts verlangt von Pilot und Windenfahrer besondere Konzentration. Die Beschleunigung liegt beim Schlepp von Segelflugzeugen bei 2 bis 4 Sekunden von 0 auf 100 km/h.
Begrenzt wird die erreichbare Höhe durch die Länge der Schleppstrecke sowie durch die Steigleistung des Fluggeräts und durch die Windstärke. Im Segelflug werden üblicherweise Seillängen um die 1000 m verwendet, wobei in Einzelfällen bis zu 3000 m (Hohenwindenstart) zu finden sind. Die Schlepphöhe beträgt bei Windstille etwas weniger als die halbe Seillänge, bei starkem Gegenwind etwas mehr.

### Abrollwinden
Hierbei ist die Seilwinde an einem Kraftfahrzeug (Auto, Motorrad, Boot) montiert. Das Seil ist auf der Trommel aufgewickelt. Das Ende des Seils wird an der Auslöseklinke das Fluggerätes eingehängt.
Dann fährt das Fahrzeug los und die Seilwinde beginnt, das Seil abzuspulen. Da man das Seil von der gebremsten Seiltrommel langsamer abrollen lässt als das Fahrzeug fährt, wird eine voreingestellte Zugkraft auf das Fluggerät ausgeübt; es beginnt aufzusteigen und gewinnt an Höhe.
Begrenzt wird die erreichbare Höhe geometrisch durch die Sekantenlänge des zuletzt bestehenden Seilbogens (= etwas weniger als die freie Seillänge) und durch die drei Faktoren Länge der fahrbaren Strecke, Steigleistung des Fluggeräts und Windstärke.

## Schleppvorgang

### Beim Segelflugzeug

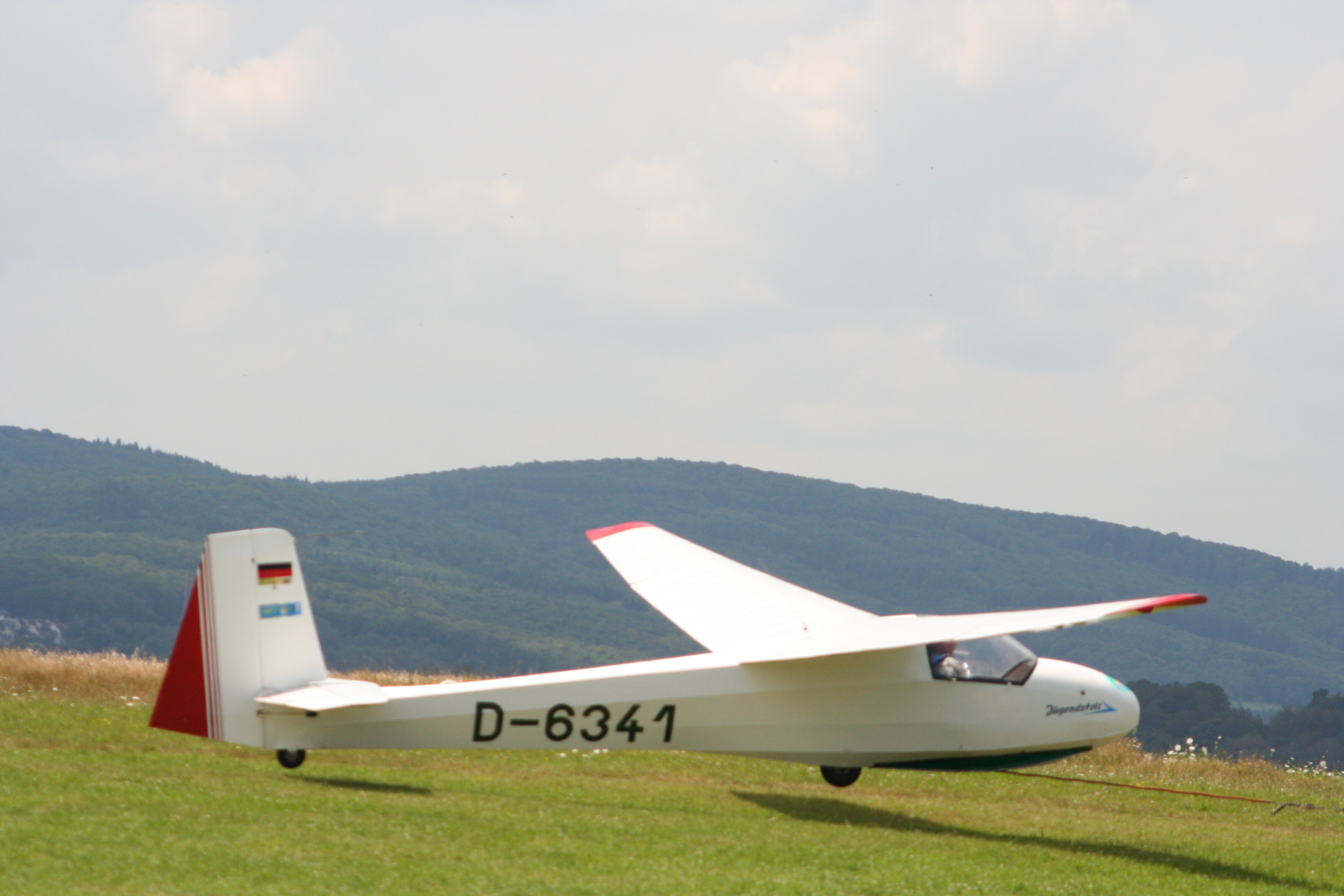
Ka8 am Windenseil

Beim Start von Segelflugzeugen werden üblicherweise Aufrollwinden mit einer Leistung von 130–250 kW und einer Seillänge von 1000 bis 1200 m verwendet (in Einzelfällen 600 bis 3000 m), typische Seillasten sind etwas größer als das Flugzeuggewicht. Die optimale Schleppgeschwindigkeit für ein Segelflugzeug hängt vom Flugzeugtyp ab und beträgt zwischen 80 und 120 km/h, empfohlen wird das 1,3- bis 1,7-Fache der Mindestgeschwindigkeit. Nach der Startphase ist die Steiggeschwindigkeit wegen des steilen Steigwinkels des Fluggerätes erheblich größer als die Aufrollgeschwindigkeit.
Den Windenstart unterteilt man in drei Phasen.

#### Anschleppen und abheben

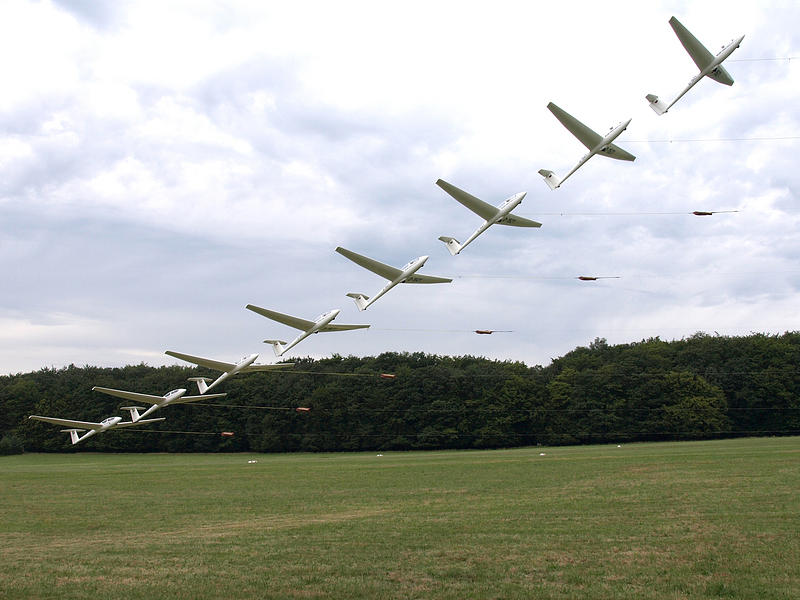
Windenstart aus 8 Einzelbildern montiert

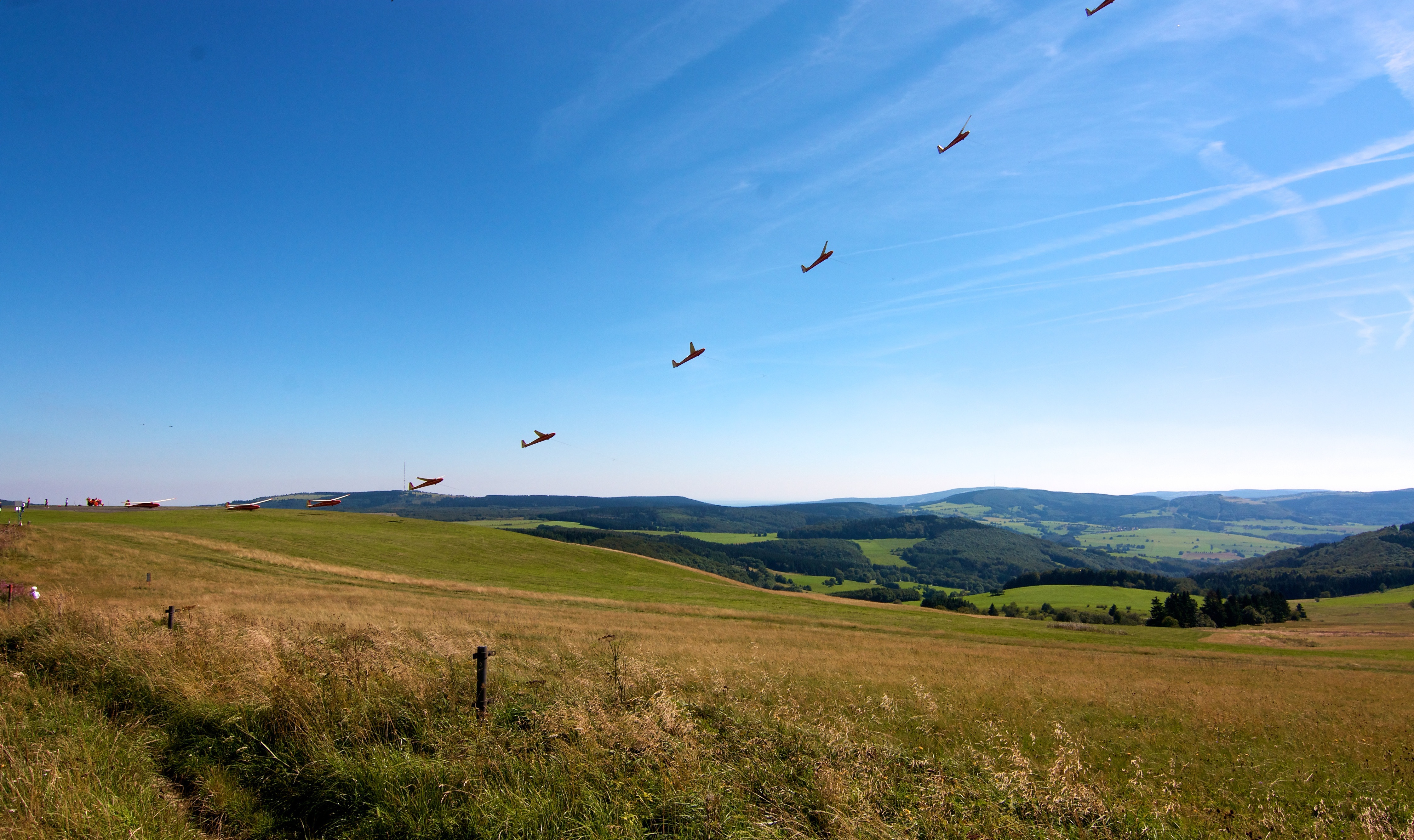
Windenstart an der Wasserkuppe

Zu Beginn zieht der Windenfahrer langsam das Seil ein, bis es straff zwischen Segelflugzeug und der Winde liegt. Dann wird das Flugzeug durch die Winde über dessen Abhebegeschwindigkeit beschleunigt. Nach dem Abheben muss der Pilot darauf achten, innerhalb der ersten fünfzig Meter Höhengewinn nicht zu steil aufzusteigen (maximal 30° Steigwinkel): reißt das Schleppseil oder fällt der Seilzug durch eine Störung an der Winde (z. B. Motor oder Getriebe) aus, verliert das Flugzeug sehr schnell an Fahrt; es bleibt dann sehr wenig Zeit, es wieder in Normalfluglage zu bringen, bevor die Mindestgeschwindigkeit unterschritten wird und ein Abreißen der Strömung durch Überziehen erfolgt.
Hierbei ist zu beachten, dass die Mindestgeschwindigkeit durch die Seillast um den Faktor 1,3 bis 1,7 erhöht ist. Eine lastunabhängige Einschätzung des erlaubten Anstellwinkels zur Vermeidung eines Strömungsabrisses kann mittels Seitenfaden erfolgen.

#### Steigflug
Ab Erreichen der Sicherheitshöhe von etwa 50 m kann der Pilot sich allmählich stärker an das Seil „hängen“, das heißt unter Beachtung der optimalen Geschwindigkeit – je nach Flugzeug zwischen 80 und 140 km/h – mit dem Höhenruder die Geschwindigkeit steuern. In der Regel steigt dann das Segelflugzeug mit 45–50° und etwa 10–20 m/s.

#### Endphase, Ausklinken
In der letzten Phase des Starts lässt der Seilzug, da der Windenfahrer das Gas herausnimmt, nach. Der Pilot lässt das Höhenruder nach, um das Segelflugzeug in Normalfluglage zu bringen.
Am höchsten Punkt des Schlepps wird das Seil aus der Schleppkupplung ausgeklinkt. Bei Segelflugzeugen geschieht dies meist automatisch, sobald der Winkel zwischen Seil und Flugzeugrumpf ca. 70° überschreitet. Der Pilot kann die Kupplung aber auch jederzeit manuell auslösen. Das Kupplungsstück am Seilende fällt dann an einem kleinen Seilfallschirm herunter. Bis das Seilende am Boden ist, wird das Seil weiterhin eingezogen und auf Spannung gehalten.
Die im Windenstart erreichte Höhe ist von vielen Faktoren abhängig. Den größten Einfluss hat die Länge des Windenseils, welche durch die Größe des Flugplatzes begrenzt wird. Üblicherweise beträgt die Länge ca. 1000 m, was im Regelfall Schlepphöhen von durchschnittlich ca. 400 m ermöglicht. Bei sehr langen Schleppstrecken wurden auch schon über 1500 m Schlepphöhe erreicht.

#### Kommunikation
In der Regel erfolgt die Kommunikation zwischen Startstelle und Winde per Telefon oder Funk, seltener auch mittels Lichtzeichen.
In Deutschland ist nach Segelflugsport-Betriebs-Ordnung (SBO) eine betriebssichere Sprechverbindung vorgeschrieben; die Verwendung des Flugfunks ist nicht erlaubt. Diese veraltete Regelung stammt aus frühen Zeiten, als Funkverbindungen oft nicht die notwendige Qualität bieten konnten. Als Vorteil dieser Regelung gilt die reduzierte Inanspruchnahme des Flugfunks durch den Windenstartbetrieb; Nachteil davon ist eine fehlende direkte Verbindung zwischen Pilot und Windenfahrer: Möchte der Pilot dem Windenfahrer zum Beispiel eine zu hohe oder zu niedrige Schleppgeschwindigkeit melden, so muss er das per Flugfunk dem Startleiter mitteilen, der das per Feldtelefon dem Windenfahrer übermittelt, dies mit großer zeitlicher Verzögerung und eventuellen Verständigungsfehlern.
Heutzutage ist die Qualität des Flugfunks stark verbessert, während die Verbindung über Feldtelefone häufig auf alter, unzuverlässiger Technik basiert. In Frankreich und in der Schweiz ist es aus diesem Grund üblich, dass Pilot und Windenfahrer über den Flugfunk auf der normalen Platzfrequenz direkt miteinander kommunizieren. Somit kann der Windenfahrer direkt die Startmeldung des Piloten und eventuelle Hinweise zum Schleppvorgang hören, sowie dem Piloten mitteilen wann er zum Ausklinken den Seilzug nachlassen soll und gegebenenfalls ob er bei Seitenwind vorhalten soll. Bei der üblicherweise kleinen Auslastung der Flugfunkfrequenzen an Segelfluggeländen spielt diese zusätzliche Inanspruchnahme des Flugfunks meist keine große Rolle.
Bei stark belasteten Flugfunkfrequenzen ist es üblich, an der Winde nur einen Funkempfänger zu installieren. Dadurch entsteht keine zusätzliche Belastung der Frequenz, der Windenfahrer kann jedoch Hinweise zum Schlepp direkt mithören, die sonst mit zeitlicher Verzögerung durch den Startleiter übermittelt werden würden.

#### Galerie

Startablauf
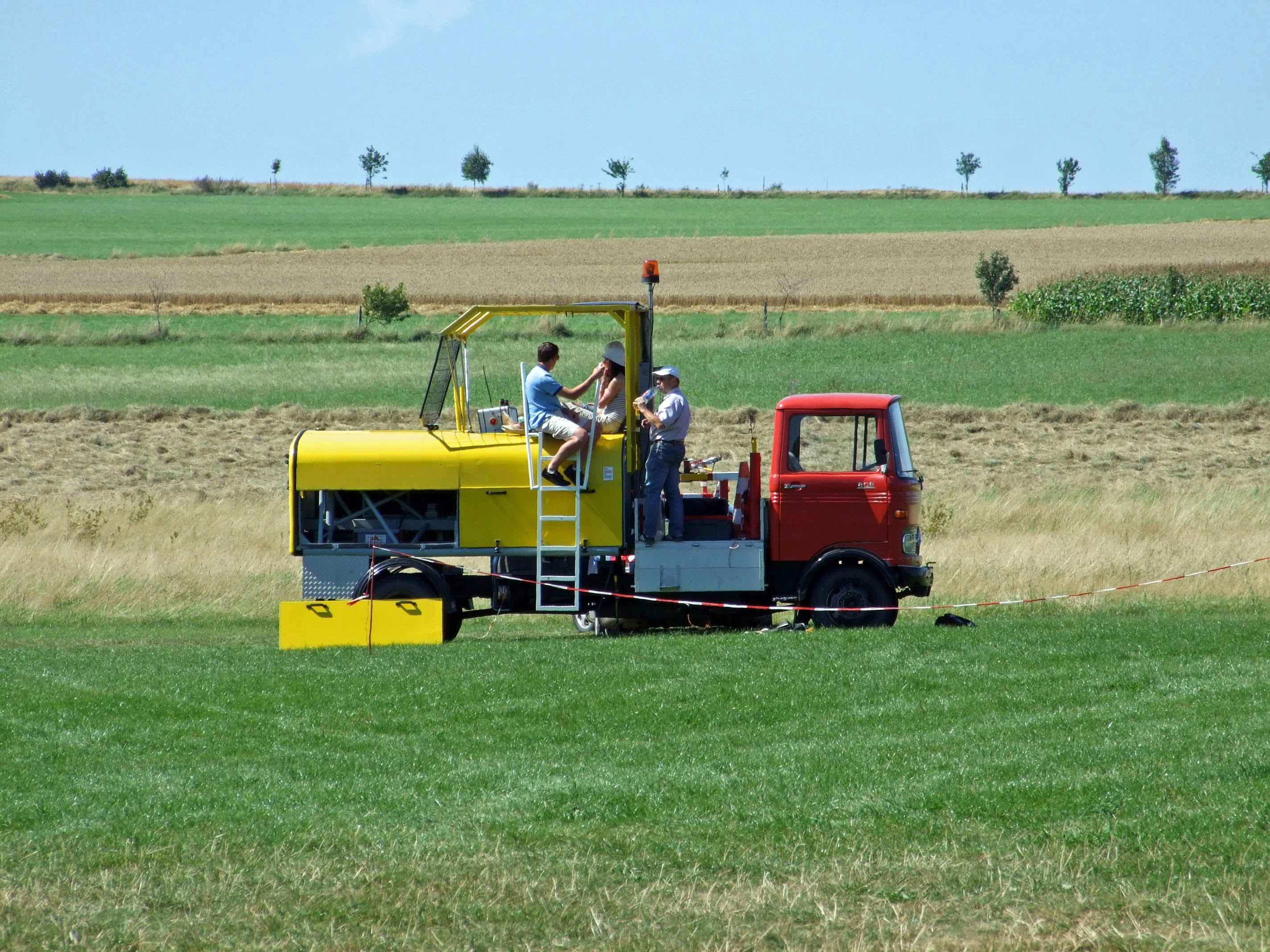
Schleppwinde
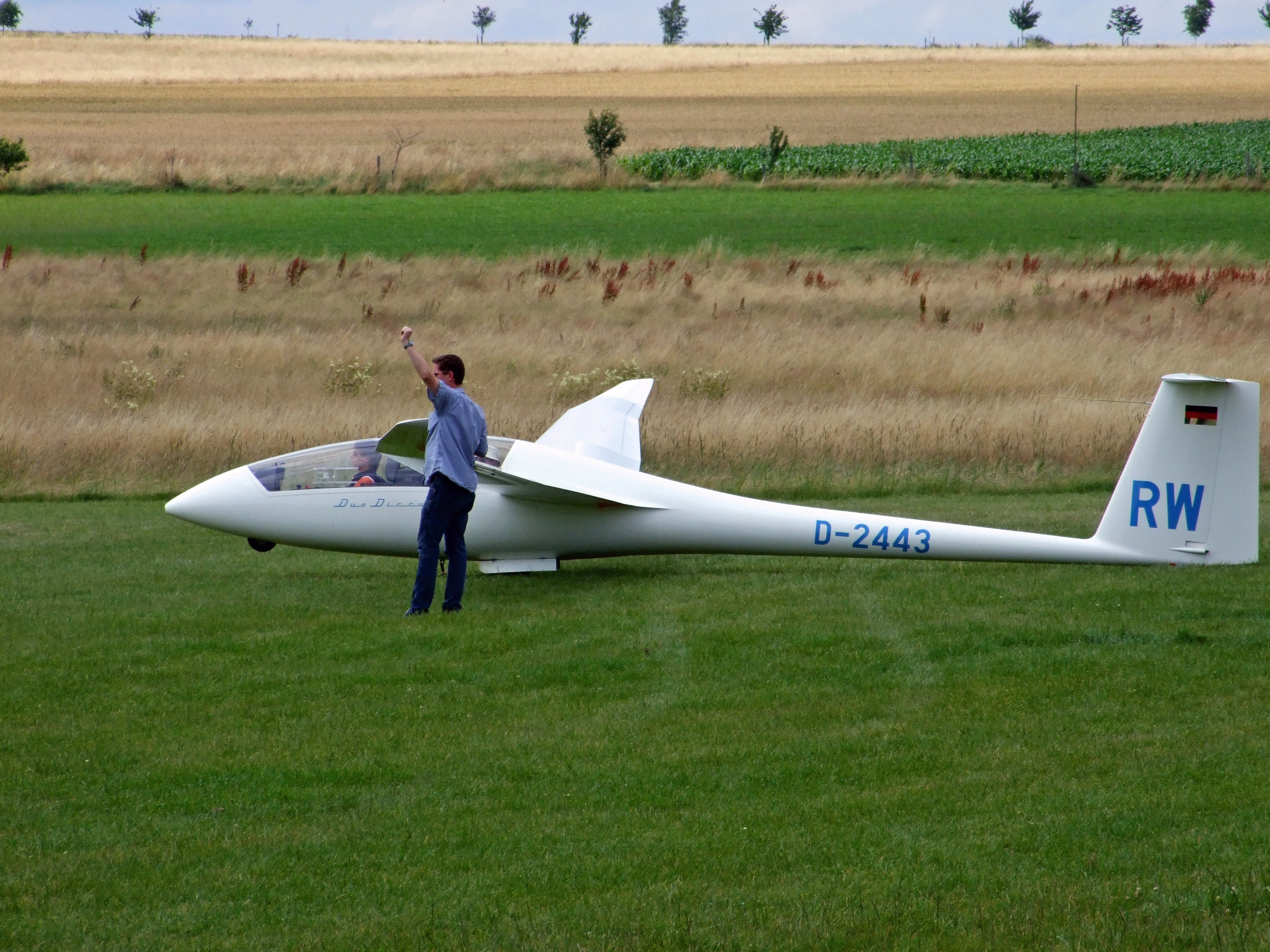
Seil anziehen
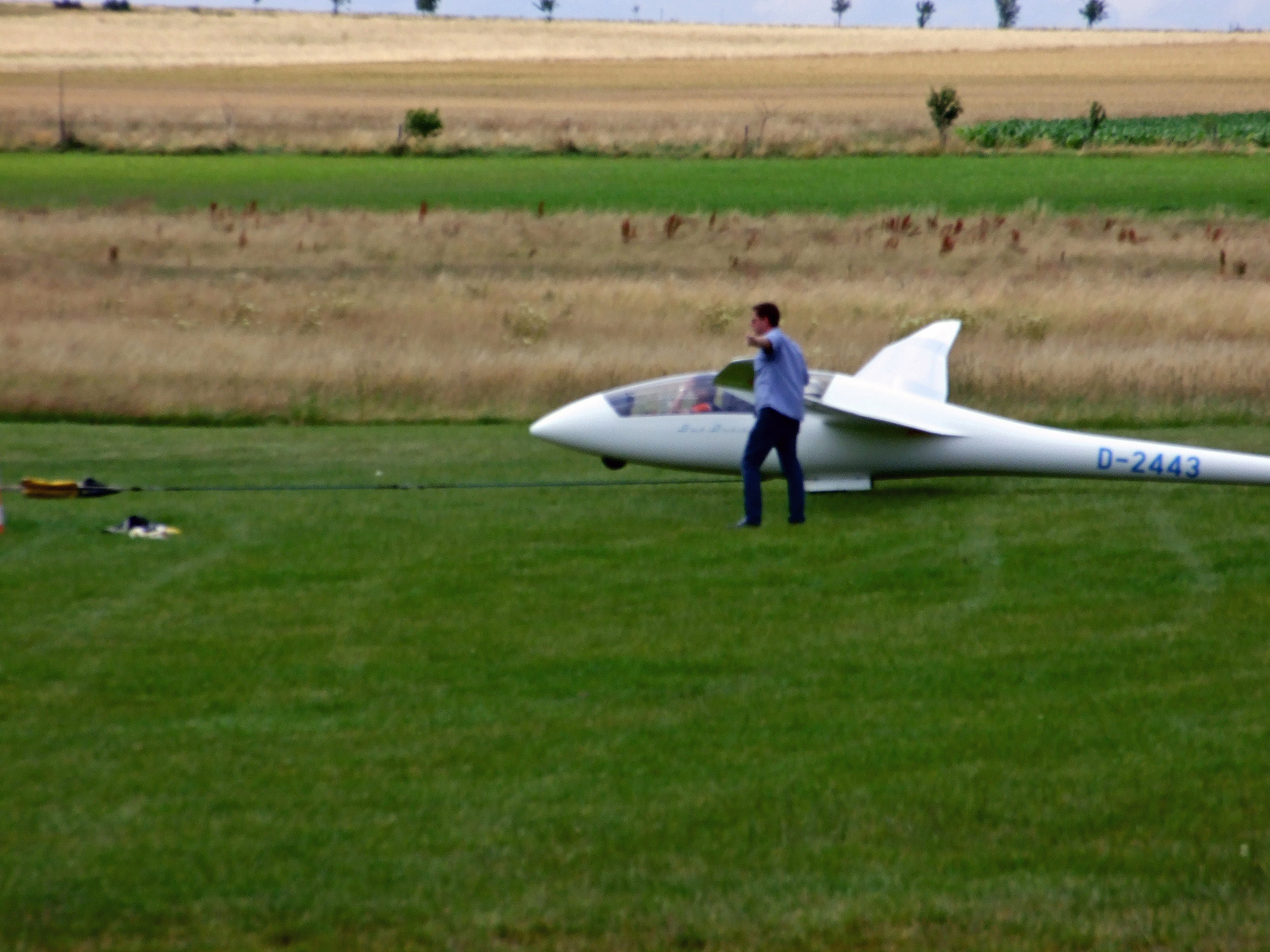
Seil straff
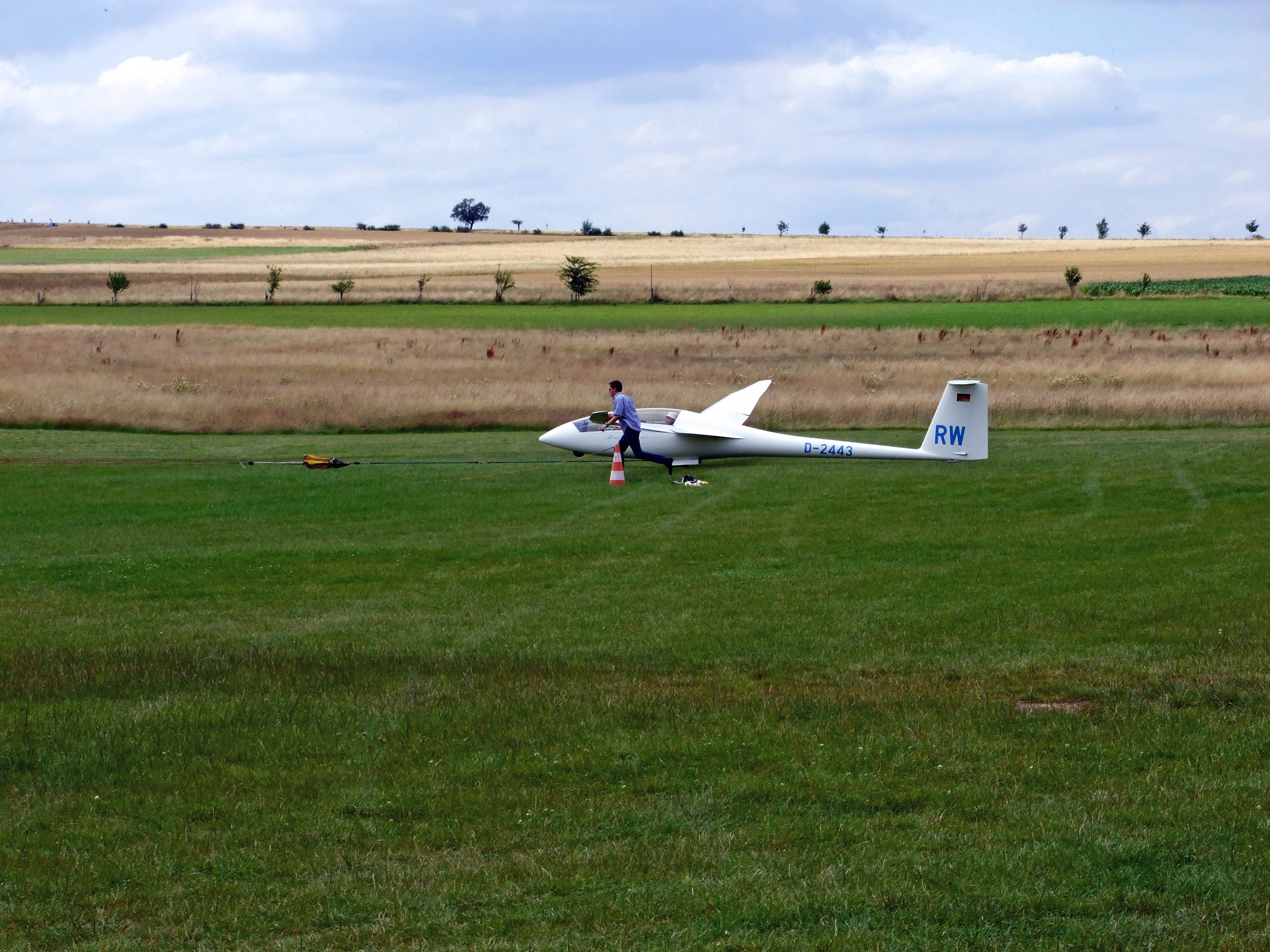
Fertig – „Start“
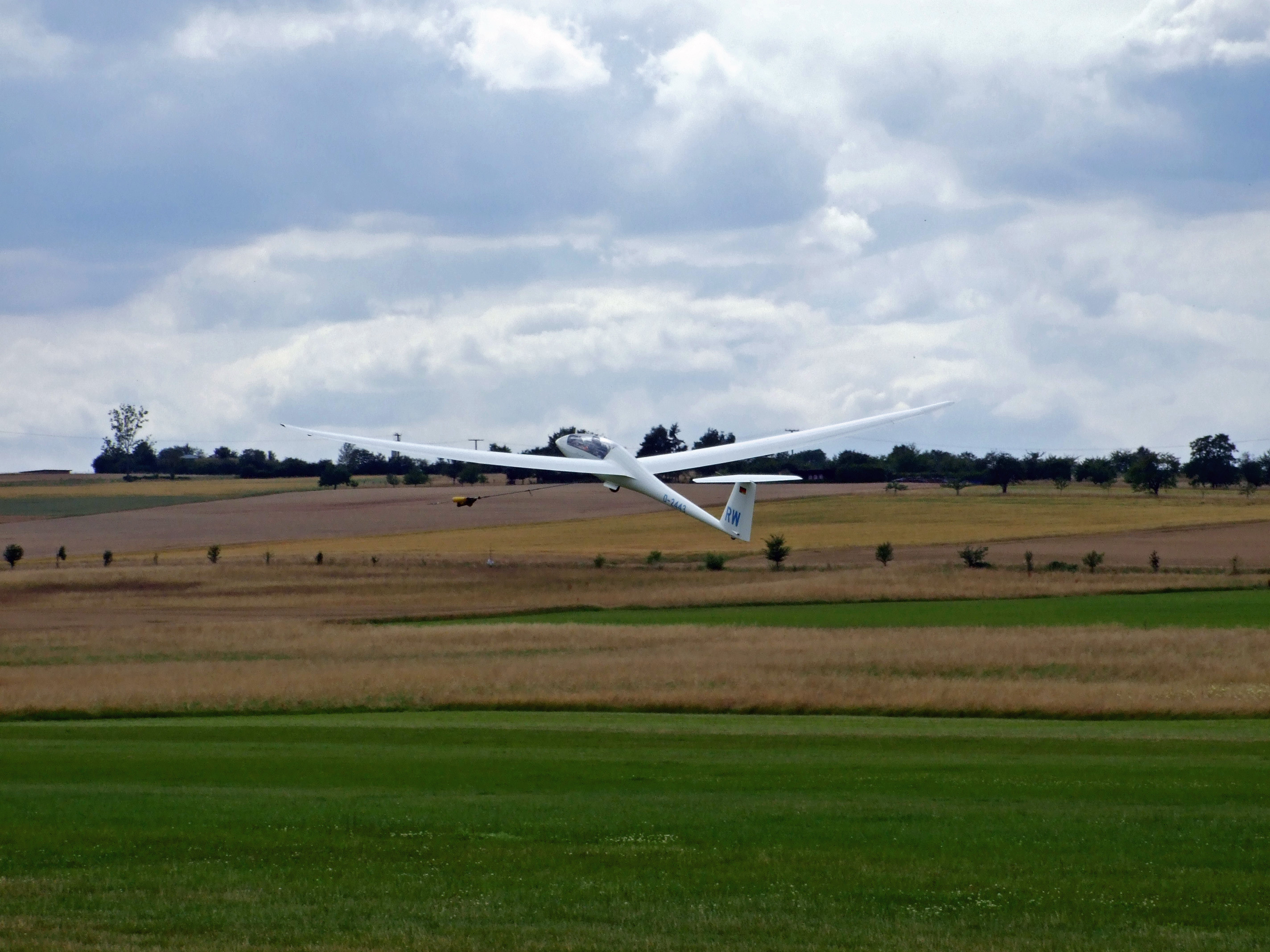
Frei – Abheben
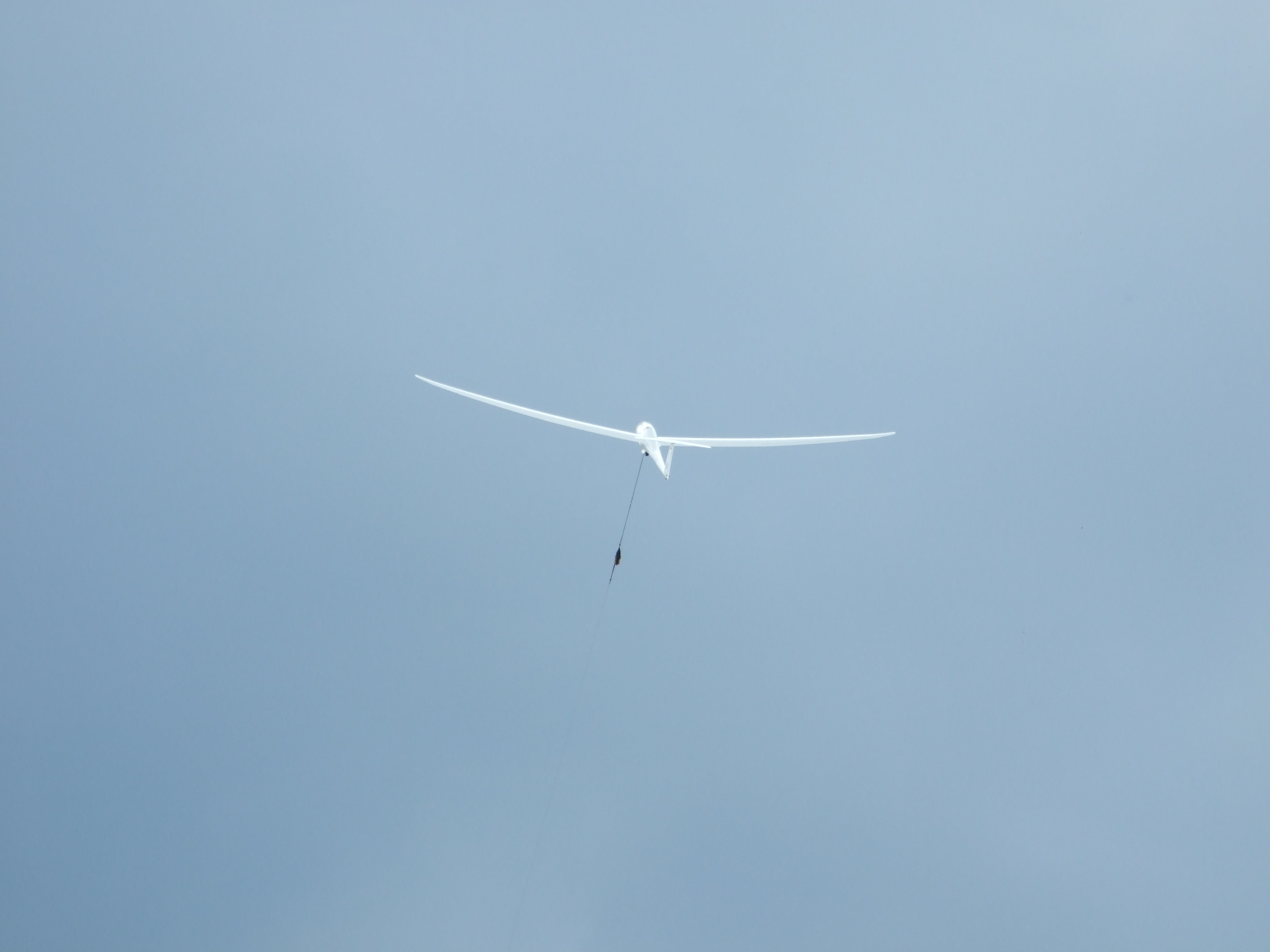
Steigen
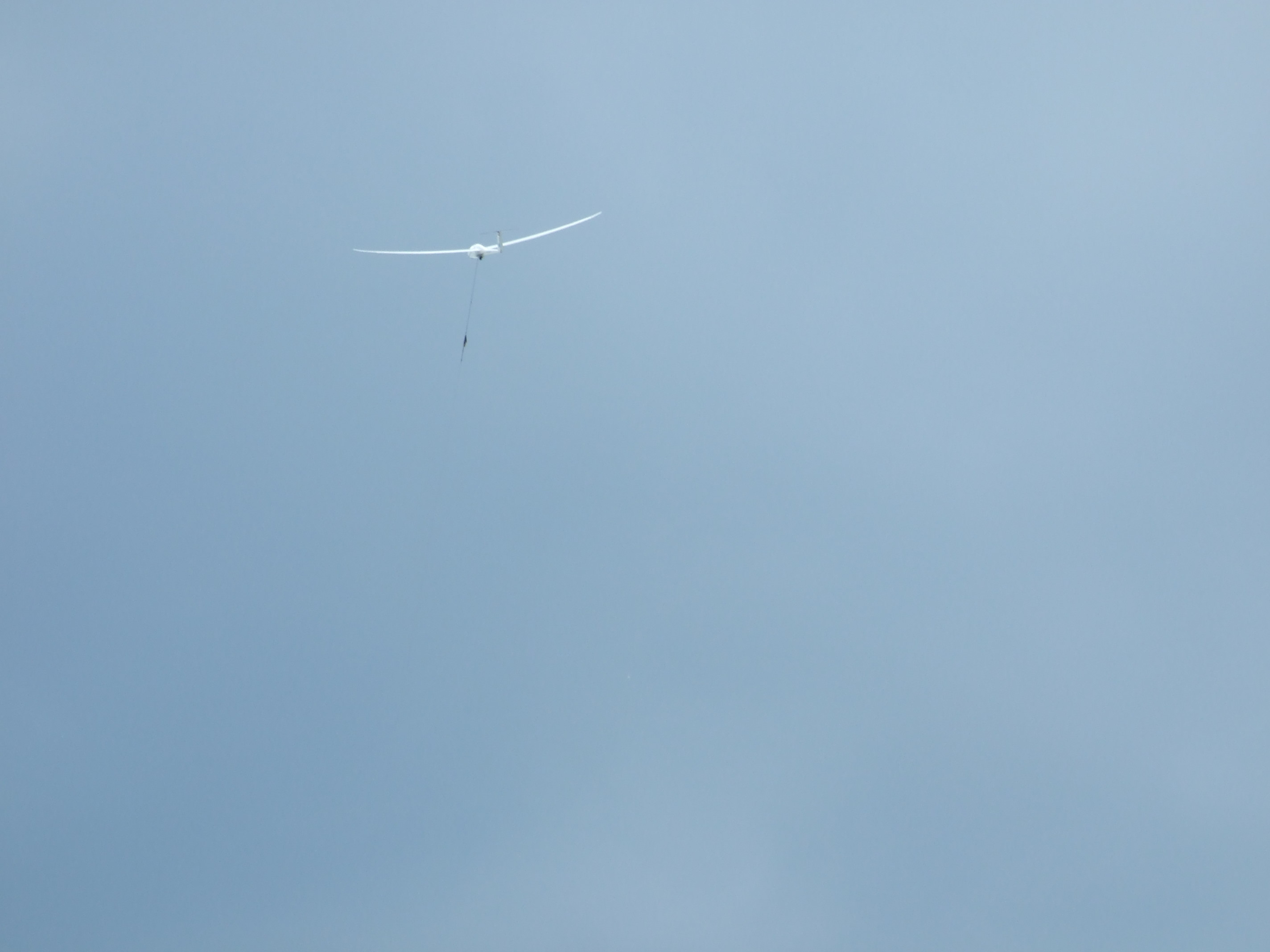
Kulmination
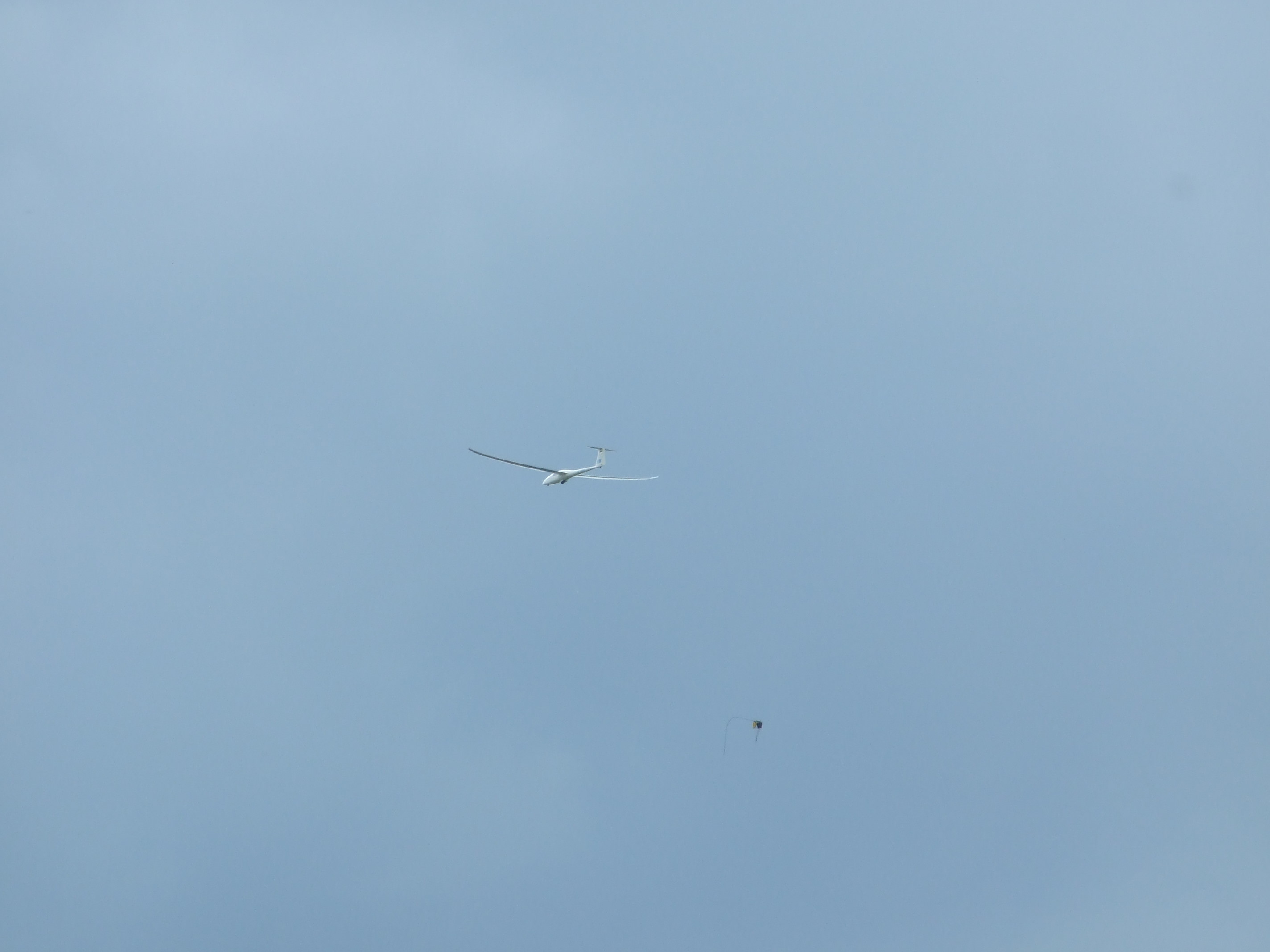
Ausklinken

#### Forschung
Zwischen den Jahren 2008 und 2010 befassten sich Studierende und wissenschaftliche Mitarbeiter am Lehrstuhl für Flugdynamik (später dann Institut für Flugsystemdynamik) der RWTH Aachen unter der Leitung der Professoren W. Alles sowie D. Moormann mit der flugmechanischen Modellierung des Windenstarts. Schwerpunkt der Arbeiten war das Schaffen von Modellen zur Abbildung der Interaktion zwischen Flugzeug, Winde, Seil, Pilot und Windenfahrer. Diese Modelle erlauben eine Flugleistungsanalyse im Windenstart. Später wurden sie um aerodynamische Modelle zur Abbildung der aerodynamischen Effekte an den Steuerflächen des Flugzeugs ergänzt. Wichtige Ergebnisse der Simulationen sind unter anderem:
- Das Seilgewicht spielt eine kleine Rolle für die Ausklinkhöhe, der Luftwiderstand des Seils, oft vernachlässigt, ist mindestens genauso wichtig.
- Mit höherer Seillast können bessere Ausklinkhöhen erreicht werden.

Weitere Untersuchungen zur Sicherheit des Windenstarts (siehe den unteren Abschnitt Höchstgeschwindigkeit und Sollbruchstellen) haben gezeigt, dass die heutzutage von Flugzeugherstellern empfohlenen Geschwindigkeiten und maximalen Belastungen (d. h. Sollbruchstellen am Seil) zu niedrig sind und somit zu Gefahrensituationen führen können. Das liegt daran, dass zum Zeitpunkt der Zulassung von älteren Flugzeugen viel schwächere Winden im Einsatz waren.

### Beim Hängegleiter

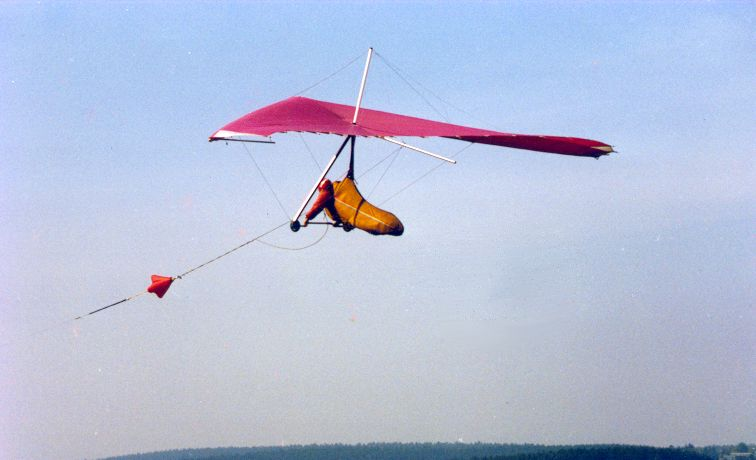
Windenstart eines Hängegleiters

Auch beim Windenstart eines Hängegleiters benötigt man neben dem Piloten und einem Windenfahrer noch einen Startleiter, sofern der Pilot keine bedienfreie Sprechfunkverbindung zum Windenfahrer hat. Da der Pilot beim Start beide Hände zum Steuern des Fluggeräts benötigt, kann er nicht zusätzlich die Sprechtaste eines Funkgeräts bedienen. Der Startleiter ist dann für die Kommunikation (Funk) zwischen Pilot und Windenfahrer zuständig. Zudem überwacht er den Start und greift notfalls eigenständig per Funk ein.
Im Unterschied zum Gleitschirmstart ist der Pilot durch zwei Gabelseile vor dem Seilfallschirm mit dem Schleppseil verbunden. Das kürzere der beiden Seile wird oberhalb des Steuerbügels (der Basis) geführt und in die Schleppklinke eingehängt, das Längere unterhalb davon.
Der komplette Schlepp gliedert sich in sechs Phasen auf:

#### Am Boden

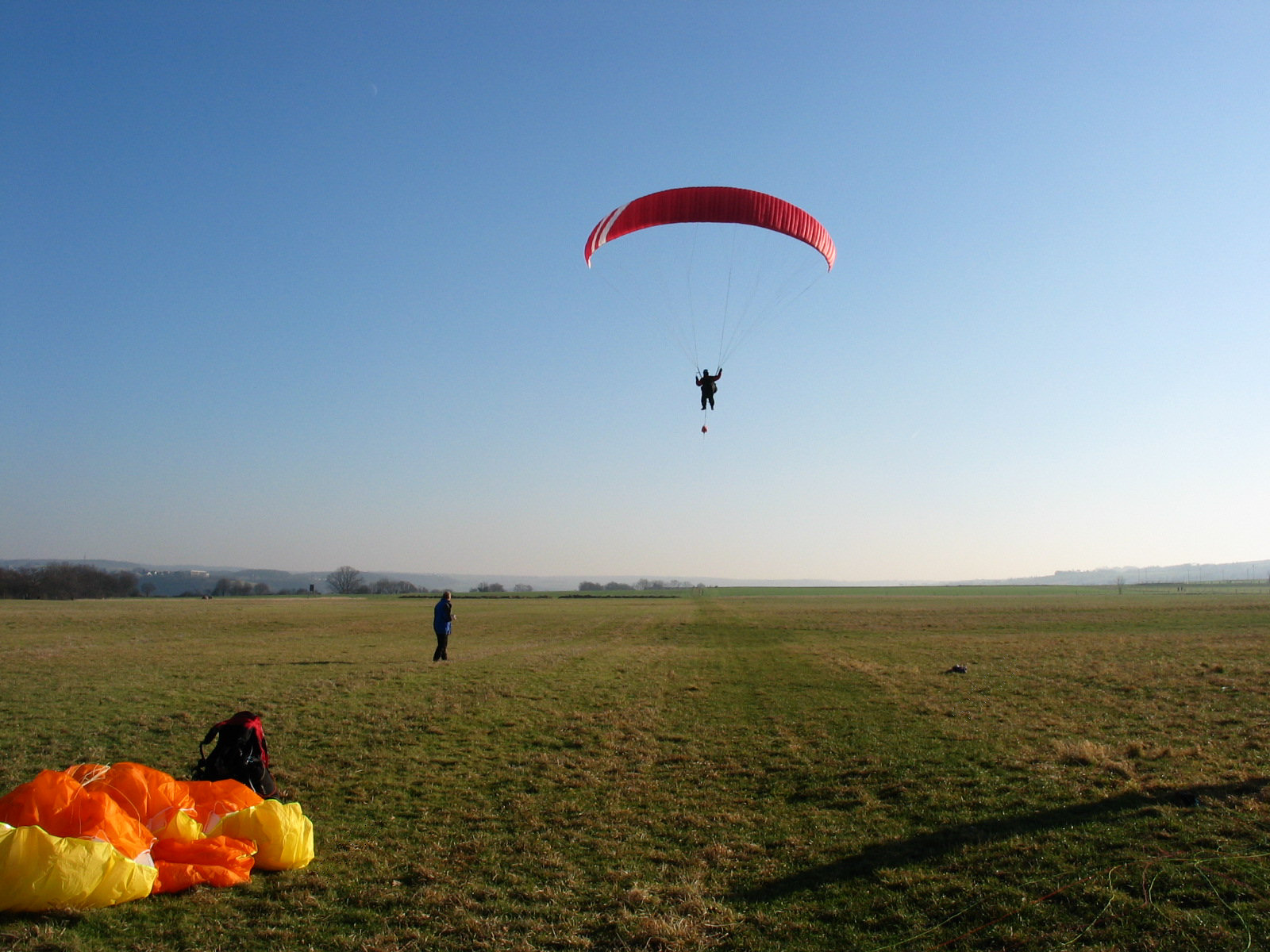
Gleitschirm beim Windenstart

In dieser Phase werden die letzten Vorbereitungen zum Starten getroffen. Am besten lässt sich das Procedere anhand der Kommandos, die zwischen Pilot und Windenfahrer ausgetauscht werden, veranschaulichen. Der Startleiter steht dabei einige Meter neben dem Piloten und gibt die Kommandos des Piloten an den Windenfahrer und umgekehrt weiter.
Startleiter an Winde

Zuerst muss der Pilot angemeldet werden. Hierzu werden an den Windenfahrer folgende Informationen übermittelt:
- Name des Piloten
- Gewicht des Piloten: Lebendgewicht, zu dem man üblicherweise noch 30 kg für die Ausrüstung dazu addiert. Dies dient dazu, den Zugkraftbegrenzer an der Winde entsprechend einzustellen.
- Typ des Hängegleiters: Hersteller und Typenbezeichnung
- An welchem Seil ist der Pilot eingehängt, falls mehrere Schleppseile ausgelegt sind.

Pilot an Winde: „Pilot und Gerät startklar“

Der Pilot bestätigt damit, dass er den 5-Punkte-Check gemacht hat (Gurtzeug verschlossen, Probeliegen, ob Gurtzeug mit Gleiter verbunden usw.).
Winde an Pilot: „Winde startklar“

Dient als Bestätigung der vorherigen Meldung und besagt, dass der Windenfahrer die Winde in Betrieb genommen hat.
Pilot an Winde: „Pilot eingehängt“

Der Pilot bestätigt, dass er am Seil eingehängt ist und dies vom Startleiter überprüft wurde.
Winde an Pilot: „Pilot eingehängt“

Dient nur zur Bestätigung, dass der Windenfahrer die Meldung erhalten hat.
Pilot an Winde: „Seil anziehen“

In diesem Moment sucht der Pilot einen sehr festen Stand und der Windenfahrer zieht langsam das Schleppseil ein. Es dient dazu das Seil vorzuspannen. Diese Meldung wird durch den Windenfahrer nicht bestätigt. Wenn das Seil gespannt ist, gibt der Pilot das nächste Kommando:
Pilot an Winde: „Seil straff“

Dieses Kommando bedeutet, dass der Windenfahrer aufhört das Schleppseil langsam einzuziehen. Gleichzeitig sollte der Pilot in diesem Moment noch einmal die Windrichtung prüfen, um endgültig seine Startentscheidung zu treffen.
Winde an Pilot: „Seil straff“

Dient zur Bestätigung des letzten Kommandos.
Pilot an Winde: „Start“

Dies ist das Zeichen dafür, dass der Windenfahrer langsam das Seil wieder anzieht. Gleichzeitig lässt sich jetzt der Pilot von dem Seil nach vorne ziehen und fängt an zu laufen. Wichtig dabei ist, dass sich der Pilot wirklich ziehen lässt und nicht einfach losläuft und dadurch das Seil wieder entspannt wird. Der Hängegleiter wird jetzt von dem Piloten gestartet.
Im Gegensatz zu Gleitschirmen entfällt an dieser Stelle das Kommando „Fertig“.
Sollte es während dieser Prozedur zu Unstimmigkeiten kommen, so liegt es am Piloten und Startleiter den Start mittels des Kommandos „Halt Stopp“ an den Windenfahrer abzubrechen.

#### Schlepp bis zur Sicherheitshöhe
Nachdem der Pilot den Boden verlassen hat, wird er langsam bis zur Sicherheitshöhe von 50 m geschleppt. Erst ab dieser Höhe ist der effektive Einsatz des Rettungsfallschirms möglich.
In dieser Phase muss der Pilot immer laufbereit bleiben und darf sich nicht in sein Gurtzeug legen, um beim Ausfall der Winde oder einem Seilriss sicher landen zu können.

#### Schlepp bis zum Umklinken
Nachdem die Sicherheitshöhe erreicht wurde erhöht der Windenfahrer den Zug auf das Schleppseil. Der Pilot gewinnt jetzt schneller Höhe.
Da der Windenfahrer nur sehr begrenzt wissen kann, welche Windverhältnisse in der Höhe herrschen, hat der Pilot die Möglichkeit mittels „Beinzeichen“ den Windenfahrer aufzufordern den Zug am Seil zu erhöhen oder zu verringern. Wenn der Pilot in der Luft Laufbewegungen macht, bedeutet dies, dass der Windenfahrer die Zugkraft erhöhen soll. Indem der Pilot die Beine spreizt und schließt (einem Hampelmann ähnlich), deutet er dem Windenfahrer an, die Zugkraft zu vermindern.

#### Umklinken
Da das Schleppseil mit zunehmender Höhe nach unten wandert (sich der Winkel vergrößert), drückt das kürzere Gabelseil von oben auf den Steuerbügel. Würde der Pilot jetzt nicht umklinken, würde der Hängegleiter durch den Druck, den das gespannte Seil auf den Bügel ausübt, Richtung Boden gesteuert.
Um das Umklinken einzuleiten, gibt der Pilot Beinzeichen (Spreizen und Schließen der Beine), so dass der Windenfahrer den Zug auf das Schleppseil verringert. Nachdem kein Zug mehr auf dem Seil ist, klinkt der Pilot das kürzere der beiden Gabelseile (das sich oberhalb des Bügels befindet) aus. Hierdurch ist es dem Piloten wieder möglich frei zu steuern.
Im Anschluss daran erhöht der Windenfahrer wieder die Zugkraft, um den Piloten weiter zu schleppen. Da dieser jetzt nur noch am zweiten Gabelseil hängt, das sich unterhalb des Steuerbügels befindet, kann der Schlepp ohne Einbußen der Manövrierfähigkeit fortgesetzt werden.
Erfolgt das Umklinken zu spät, drückt das kürzere Gabelseil den Hängegleiter nach unten, erfolgt das Umklinken zu früh, zieht das längere Gabelseil den Hängegleiter nach oben, wodurch der Anstellwinkel zu steil wird; die Sollbruchstelle im Schleppseil soll dann trennen, bevor die Strömung am Gleiter abreißt.

#### Schlepp bis zum Ausklinken
Nach dem Umklinken erhöht der Windenfahrer den Zug auf das Schleppseil. Der normale Schlepp, wie er oben bereits vor dem Umklinken beschrieben wurde, wird hier fortgesetzt.

#### Ausklinken
Am Ende des Schlepps muss der Pilot aktiv ausklinken. Dies geschieht, wenn das Schleppseil in einem Winkel von ca. 70° schräg nach unten zeigt. In diesem Moment gibt er Beinzeichen (Spreizen und Schließen der Beine), was den Windenfahrer dazu veranlasst die Winde zu stoppen. Da der Hängegleiter weiterhin vorwärts fliegt, erkennt dies der Pilot, indem das Seil durchhängt. Jetzt betätigt der Pilot die Schleppklinke.
Sollte es zu Problemen mit der Klinke kommen, so ist der Pilot angehalten, weiter auf die Winde zuzuhalten und diese zu überfliegen. Ein Überfliegen der Winde ist für den Windenfahrer das Zeichen das Schleppseil zu kappen, da sonst ein Absturz droht. Falls der Pilot jetzt (bedingt durch das Kappen oder durch einen Seilriss) mit mehreren hundert Metern Seil weiterfliegt, sollte er darauf achten, keine Hindernisse zu überfliegen. Er sollte die Höhe über der Startwiese abspiralen und auf der Wiese landen. Sollte sich der Seilrest in Bäumen, Zäunen usw. verfangen, droht der sofortige Absturz. Um diesen schweren Folgen vorzubeugen, sollte sich der Pilot in einer solchen Situation mental darauf vorbereiten, den Rettungsfallschirm zu werfen, falls sich der Seilrest in Hindernissen am Boden verfangen sollte.

### Beim Gleitschirm
Zum Windenstart eines Gleitschirms benötigt man neben dem Piloten und einem Windenfahrer noch einen Startleiter, sofern der Pilot keine bedienfreie Sprechfunkverbindung zum Windenfahrer hat. Da der Pilot beim Start meist beide Hände für die Schirmkontrolle benötigt, kann er nicht zusätzlich die Sprechtaste eines Funkgeräts bedienen. Der Startleiter ist dann für die Kommunikation (Funk) zwischen Pilot und Windenfahrer zuständig. Zudem überwacht er den Start und greift notfalls eigenständig per Funk ein. Die optimale Schleppgeschwindigkeit beträgt für einen Gleitschirm ca. 20 bis 25 km/h.
Der komplette Schlepp gliedert sich in vier Phasen:

#### Am Boden
In dieser Phase werden die letzten Vorbereitungen zum Starten getroffen. Am besten lässt sich das Procedere anhand der Kommandos, die zwischen Pilot und Windenfahrer ausgetauscht werden, veranschaulichen. Der Startleiter steht dabei einige Meter neben dem Piloten und gibt die Kommandos des Piloten an den Windenfahrer und umgekehrt weiter.
„Winde für Start! Winde hört!“

Der Pilot wird angemeldet. Hierzu werden an den Windenfahrer folgende Informationen übermittelt:
- Name des Piloten
- Gewicht des Piloten: Lebendgewicht. Dieser Wert dient dazu, den Zugkraftbegrenzer an der Winde einzustellen.
- Typ des Gleitschirms: Hersteller und Typenbezeichnung.
- An welchem Seil ist der Pilot eingehängt, falls mehrere Schleppseile ausgelegt sind.

Der Windenfahrer bestätigt die Daten durch Wiederholen und notiert sie in seine Kladde.
Startleiter an Winde: „Pilot und Gerät startklar“

Der Pilot bestätigt damit, dass er den 5-Punkte-Check gemacht hat.
Winde an Startleiter: „Winde startklar“

Dient als Bestätigung der vorherigen Meldung und besagt, dass der Windenfahrer die Winde in Betrieb genommen hat. Das gelbe Rundumlicht leuchtet erst nachdem der Windenfahrer eingekuppelt hat.
Startleiter an Winde: „Pilot eingehängt“

Der Pilot bestätigt, dass die Gurte des Gurtzeugs geschlossen sind (und dies vom Startleiter überprüft wurde).
Winde an Startleiter: „Pilot eingehängt“

Dient nur zur Bestätigung, dass der Windenfahrer die Meldung erhalten hat.
Startleiter an Winde: „Seil anziehen“

In diesem Moment sucht der Pilot einen festen Stand und der Windenfahrer zieht langsam das Schleppseil ein. Es dient dazu, das Seil leicht vorzuspannen.
Keine Rückmeldung vom Windenfahrer. Der Windenfahrer zieht langsam das Schleppseil an.
Startleiter an Winde: „Seil straff“

Dieses Kommando bedeutet, dass der Windenfahrer aufhören kann das Schleppseil weiter einzuziehen. Der Pilot kann in diesem Moment noch einmal die Windrichtung prüfen, um endgültig seine Startentscheidung zu treffen.
Winde an Startleiter: „Seil straff“

Dient zur Bestätigung des letzten Kommandos.
Startleiter an Winde: „Fertig“

Dies ist das Zeichen für den Windenfahrer, das Seil langsam anzuziehen (60 kp für Sicherheitsstart). Es erfolgt wieder keine Bestätigung. Nun lässt sich der Pilot vom Seil nach vorne ziehen, fängt an zu laufen und zieht somit den Gleitschirm auf. Der Schirm, der zuvor hinter dem Piloten auf dem Boden lag, steigt nun über den Piloten. Im Lauf muss der Pilot den Schirm kontrollieren. Sollte dieser nicht „sauber“ über den Piloten kommen, so ist der Start abzubrechen. Der Startleiter ist verpflichtet, bei Problemen den Start mit dem Kommando: „Halt Stopp, halt Stopp, halt Stopp!“ abzubrechen.
Startleiter an Winde: „Start“

Ist der Schirm sauber über dem Piloten, gibt er dieses Kommando. Der Windenfahrer erhöht nun den Zug und der Pilot hebt ab.
„Halt Stopp, Halt Stopp, Halt Stopp“

Jederzeit kann der Schleppvorgang abgebrochen werden, wenn z. B. der Pilot stolpert, das Seil irgendwo hängen bleibt, oder der Schirm im Wind in eine falsche Richtung geht reduziert der Windenfahrer darauf den Seilzug durch sofortiges Auskuppeln.

#### Schlepp bis zur Sicherheitshöhe
Nachdem der Pilot den Boden verlassen hat, wird er langsam bis zur Sicherheitshöhe von 50 m geschleppt. Bis zu dieser Höhe bestünde (bei zu starkem Zug) die Gefahr, dass man beim Seilriss durchpendelt und mit dem Rücken aufschlägt. Ab dieser Höhe ist zudem der effektive Einsatz eines Rettungsfallschirms möglich. In dieser Phase muss der Pilot weiterhin laufbereit bleiben und darf sich nicht ins Gurtzeug setzen. Dadurch kann er beim Ausfall der Seilwinde oder einem Seilriss eine sichere Landung durchführen.

#### Schlepp bis zum Ausklinken
Nachdem die Sicherheitshöhe überschritten wurde, erhöht der Windenfahrer die Zugkraft auf dem Schleppseil bis zum voreingestellten Maximalwert. Der Pilot gewinnt jetzt schneller Höhe. Da er nun bei eventuellen Störungen mehr Höhe und somit Zeit für eine Gegenreaktion hat, kann er sich in sein Gurtzeug setzen. Während der folgenden Steigphase kann der Pilot mittels Beinzeichen den Windenfahrer auffordern, den Zug am Seil zu erhöhen oder zu verringern. Mit Laufbewegungen fordert er den Windenfahrer auf, die Zugkraft zu erhöhen. Wenn der Pilot die Beine ähnlich einem Hampelmann mehrmals spreizt, soll der Windenfahrer die Zugkraft vermindern.

#### Ausklinken
Am Ende des Schlepps muss sich der Pilot aktiv ausklinken. Dies geschieht, wenn das Schleppseil in einem Winkel von ca. 70° schräg nach unten zur Seilwinde zeigt. In diesem Moment gibt er dem Windenfahrer per Beinzeichen das Kommando zum Herausnehmen der Zugkraft. Sobald das Seil mangels Zugkraft durchhängt, kann der Pilot die Schleppklinke betätigen und das Seil abwerfen. Das Zugseil fällt nun an einem kleinen Seilfallschirm herunter, der Windenfahrer spult dabei das Seil komplett auf die Seiltrommel auf.
Sollte es hier zu Problemen mit der Klinke kommen, so ist der Pilot angehalten auf die Winde zuzuhalten und diese zu überfliegen. Ein Überfliegen der Winde ist für den Windenfahrer das Zeichen, das Schleppseil zu kappen, da dem Piloten sonst ein Absturz droht.
Hat der Pilot bedingt durch das Kappen des Seils oder durch einen Seilriss noch ein langes Stück Seil an der Klinke hängen, sollte er jede Hindernisberührungen vermeiden und seine Höhe über einer freien Wiese durch eine kreisende Flugbahn abbauen. Ferner empfiehlt es sich, baldmöglichst das herunterhängende Stück Seil mit einer Hand zu ergreifen, die Klinke dann auszulösen und das Seil nur noch lose in der Hand festzuhalten. Denn sollte sich der Seilrest in Bäumen, Zäunen oder dergleichen verfangen, droht ihm ein Absturz, wenn das Seil noch fest mit der Klinke verbunden ist. Notfalls muss der Rettungsfallschirm ausgelöst werden.

### Stufenschlepp
Eine erweiterte Starttechnik ist der Stufenschlepp. Hier wird das Fluggerät wie oben beschrieben mit einer Aufrollwinde in die Luft gezogen. Ist das Fluggerät kurz vor der Winde angekommen, wird nun nicht ausgeklinkt, sondern nur vom Windenfahrer die Zugkraft vom Seil genommen. Das Fluggerät kann nun mit angehängtem Seil und seiner gewonnenen Höhe zum Ausgangspunkt (oder weiter) zurückfliegen. Dort dreht das Fluggerät wieder in Richtung Winde und kann abermals von der Winde angezogen werden. Mit dieser Technik kann eine größere Flughöhe erreicht werden. Diese wird nur durch die Länge des Seils und sein Gewicht begrenzt. Diese Technik ist im Segelflug aufgrund der technischen Auslegung von Winden und Schleppkupplungen zurzeit nicht möglich.

## Seiltypen

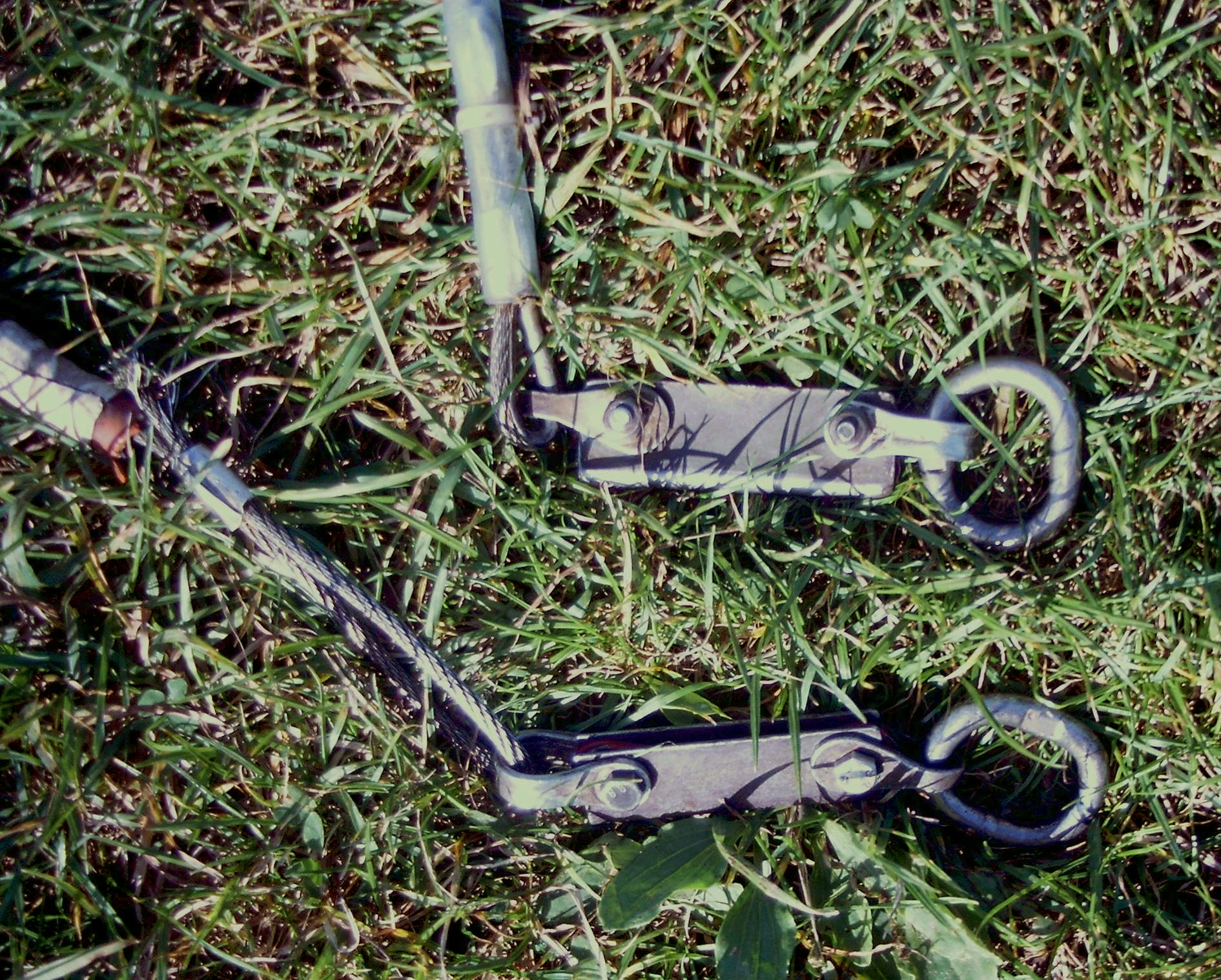
Sollbruchstellen in metallenen Schutzhülsen am Vorseil eines Windenseiles (Segelflug)

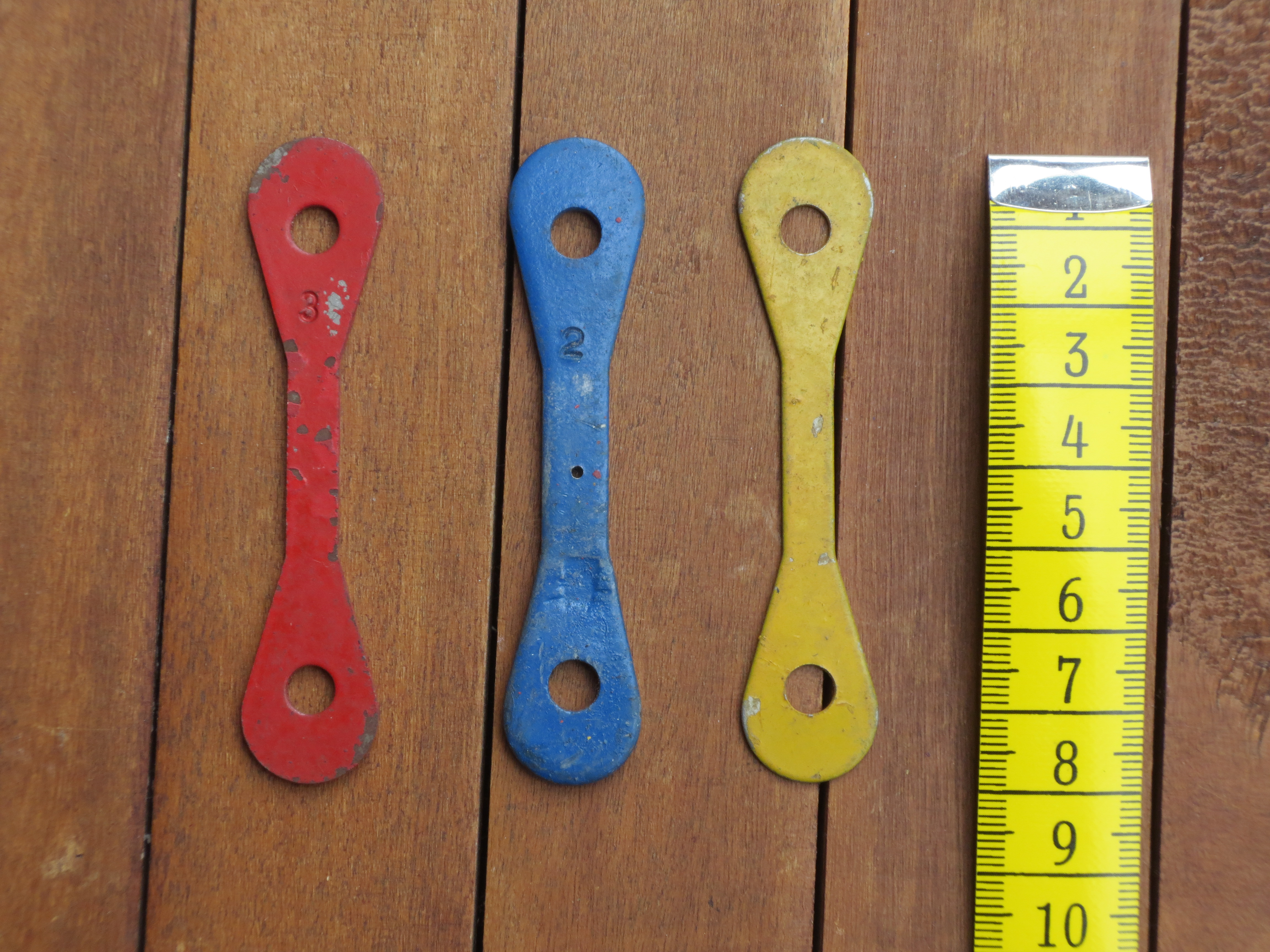
Sollbruchstellen für den Windenstart von Segelflugzeugen. Die Farben kennzeichnen die unterschiedlichen Bruchlasten für verschiedene Flugzeugtypen.

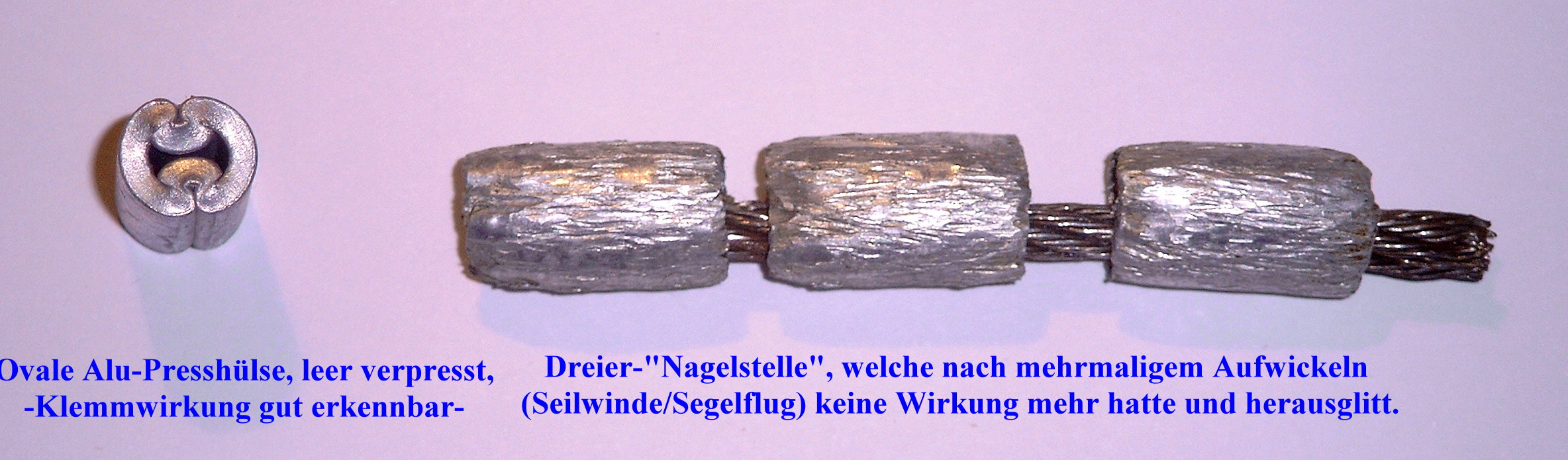
Seilklemme und defekte „Nagelstelle“

Im Umfeld der Segelflieger kommen traditionell Schleppseile aus Stahl mit einer Stärke von 4 bis 5 mm und einer Länge von 1000–1500 m zum Einsatz. Aktuelle Systeme verfügen heutzutage über Kunststoffseile, was zu einer erheblichen Gewichtsreduzierung und damit zu einer leicht besseren Ausklinkhöhe führt.
Vorteile der Kunststoffseile sind:
- Geringeres Gewicht (8–15 g/m statt 60–80 g/m bei einem Stahlseil). Damit ist die Schlepphöhe größer (etwa 50 m) und die Handhabung am Boden angenehmer
- Geringere Reibung am Boden und oft geringerer Luftwiderstand
- Höhere Elastizität, was zu einem ruhigeren Start führt.
- Bei guter Pflege kann ein Kunststoffseil etwa 2000–4000 Starts aushalten, ein Stahlseil etwa die Hälfte.
- Einfacher zum Reparieren bei Seilriss (siehe unten)

Nachteile der Kunststoffseile sind:
- Höherer Preis, mindestens dreimal höher als bei einem Stahlseil (über 1 €/m gegen 0,30–0,50 €/m, Stand 2015)[12]
- Empfindlichkeit (Abnutzung an scharfkantige Teile in der Winde, können nicht lange Zeit unter Spannung auf der Trommel aufgewickelt bleiben, man kann nicht mit Fahrzeugen darüber fahren)
- Größere Belastung auf der Trommel aufgrund der Elastizität und geringen Reibung
- Hoher Preis beim Umbau (je nach Bauweise der Winde etwa 5.000–10.000 €)

Bei den Gleitschirmen und Hängegleitern finden schon länger Kunststoffseile Anwendung, da mit geringeren Zugkräften gearbeitet wird.
Ein gerissenes Stahlseil kann auf zwei verschiedene Weisen repariert werden:
- Es wird zunächst mit Seilklemmen (Aluminium-Hülsen in ovaler Form) provisorisch geflickt („Nagelstelle“) und muss bei der nächsten Gelegenheit (spätestens vor Beginn des nächsten Flugtages) durch Spleißen dauerhaft repariert werden.

Vorteil: Kostengünstig, nur (billiges) Spleißwerkzeug erforderlich.
Nachteil: Langsame Ausführung (> 30 Minuten), Übung erforderlich.
- Es wird mit speziellen Seilklemmen (Verzinnte Kupfer-Hülsen in Form einer „8“) dauerhaft repariert („Nagelstelle“). Eine zugelassene, oft verwendete, dauerhafte Klemme ist z. B. „Nicopress“ der US-amerikanischen Firma „The National Telephone Supply Company“.

Vorteil: Schnelle Ausführung (wenige Minuten), einfache Handhabung.
Nachteile: Teure Verbindung (ca. 3 €/Nagelstelle) + Anschaffung der Nicopress-Zange (ca. 300 €), Stand 2014. Weniger dauerhaft als eine Spleißstelle und ungeeignet bei einigen Winden mit engen Seilführungen.
Gerissene Kunststoffseile werden gespleißt. Dies ist jedoch deutlich einfacher (und schneller) als bei den Stahlseilen und mit wenigen Handgriffen in etwa 10 Minuten möglich.
Ein Seil kann mehrmals repariert werden. Üblicherweise werden Seile gewechselt, wenn sie mehr als 5–10 Reparaturen haben.

## Winden
Die Konstruktion der Schleppwinde ist stets davon abhängig, für welches Fluggerät sie später genutzt werden soll. Bei Gleitschirmen, die nur geringe Geschwindigkeitsbereiche erreichen müssen, reicht ein kleiner Windenmotor vollkommen aus. Bei modernen Segelflugzeugen, mit hohen Geschwindigkeitsbereichen, sind größere Motoren nötig. Meistens werden Automatikgetriebe eingesetzt, um die Zugkraft ruckfrei und gleitend weiter zu leiten. Die weit verbreiteten Doppeltrommel-Winden sind mit umgebauten LKW-Hinterachsen ausgerüstet, auf denen die Seiltrommeln sitzen. Spezielle Rollenkonstruktionen sorgen für eine sichere Seilführung. Bei breiten Trommeln mit kleinem Durchmesser wird noch eine Spulvorrichtung benötigt, um die Trommel gleichmäßig mit Seil zu belegen.
Ältere Segelflugzeugschleppwinden haben Motoren mit wesentlich weniger Leistung als heutige. Aber für die Flugzeuge, die damals zur Verfügung standen (z. B. Baby oder FES), reichte diese Leistung, denn sie wogen weniger und hoben bei geringeren Geschwindigkeiten ab. Ein Beispiel für eine solche Winde ist die auf DDR-Gebiet weit verbreitet gewesene Maybachwinde. Ihren Nachfolger in der DDR bildete die vielseitige und weit verbreitete Herkules III.
Moderne Schleppwinden für Segelflugzeuge haben Antriebsmotoren mit über 200 kW, um auch schwere Segelflugzeuge sicher in die Höhe zu bringen. Für Gleitschirme sind Motoren im Einsatz, die eine Zugkraft von ca. 1–1,3 kN ausüben. Neben Auto-, Mähdrescher-, Schiffs- und Motorradmotoren werden heute auch vermehrt Elektromotoren eingesetzt.
Die Steuerung erfolgt fast immer manuell, wobei Flugzeuggewicht, die im Flughandbuch vorgegebene Schleppgeschwindigkeit, die aktuelle Fluglage, Steiggeschwindigkeit, Seildurchhang, Windgeschwindigkeit und -richtung sowie „Materialgefühl“ des Windenfahrers in einer bestimmten Motordrehzahl resultieren. Ein Hilfsmittel zur Verbesserung der Flugsicherheit ist eine telemetrische Anzeige der Flugzeuggeschwindigkeit für den Windenfahrer. Wesentlich aufwendiger und deshalb nur gering verbreitet sind automatische Steuerungen. So hat u. a. die Segelfluggruppe Wershofen eine eigene SPS-basierte Motorsteuerung entwickelt, die es erlaubt, jeden Start identisch zu gestalten. Der Windenfahrer wird somit entlastet und braucht nur zur Beobachtung im Führerhaus der Winde zu sitzen. Vor dem Start wird eine gespeicherte Einstellung für den jeweiligen Flugzeugtyp gewählt und der Wind eingestellt, danach wird der Schleppvorgang eingeleitet und die Steuerung übernimmt bis zum Ausklinken die Kontrolle. Eine halbautomatische Steuerung wurde von der Firma Skylaunch entwickelt: Hier müssen vor dem Start der Flugzeugtyp und die Windgeschwindigkeit mit Hilfshebeln am Gashebel eingestellt werden, um einen Richtwert für die Gashebelstellung im Schleppvorgang zu haben.
Damit der Windenfahrer das Schleppseil nach dem Ausklinkvorgang schlaufenfrei auf die Seiltrommel aufspulen kann, wird es von einem Seilfallschirm beim Herabfallen abgebremst und dadurch auf Spannung gehalten. Der Seilfallschirm öffnet sich nach dem Ausklinken selbsttätig durch den Fahrtwind, während er während des Startvorgangs durch den Zug am Seil straffgezogen wird und nicht aufgehen kann.
Moderne Winden verwenden meist spezielle Getriebe, die die Verwendung von Seiltrommeln mit großem Durchmesser ermöglichen. Dies bringt vier wichtige Vorteile:
- Die große, schmale Trommel braucht keine Spulvorrichtung mehr
- Das Seil wird weniger gekrümmt, mit einem kleineren Verschleiß
- Die Fliehkräfte auf der Trommel sind bei gleicher Seilgeschwindigkeit und größerem Radius kleiner
- Bei kleiner Trommel ändert sich der Durchmesser beim Aufspulen der unteren Seillagen erheblich. Damit kann die Winde zum Schleppanfang eine große Zugkraft haben, zum Schleppende eine große Geschwindigkeit. Besonders bei ungünstigem Wind ist genau das Gegenteil notwendig. Bei einer großen Trommel ist die Durchmesseränderung geringer.

Typische Preise schwanken von wenigen Tausend Euro für eine alte, gebrauchte Winde, bis zu über Hunderttausend Euro für eine moderne Winde.

## Windenstart und Flugzeugschlepp
Im Vergleich zum Flugzeugschlepp hat der Windenstart Vor- und Nachteile. Der Windenstart ist kostengünstig (etwa 3–6 €/Start auf 350–500 m Höhe gegen etwa 3–6 €/100 m im Flugzeugschlepp) und ermöglicht eine hohe Startrate. Die Bedienung der Winde ist ausreichend leicht und ungefährlich, sodass man die Windenfahrer in etwa 10–20 Stunden ausbilden kann (mindestens 100 Starts an mindestens 10 unterschiedlichen Tagen). Die geringere Lärmbelastung vom Windenstart ist vorteilhaft in der Nähe von Ortschaften; insbesondere muss die in Deutschland oft vorgeschriebene Ruhezeit von 13 bis 15 Uhr nicht eingehalten werden.
Beim Windenstart sind abgesehen von der Flugzeugbesatzung mehrere Personen beteiligt: Ein Startleiter (fällt aus bei direkter Funkverbindung zur Winde), ein Windenfahrer, eventuell ein Seilrückholer, ein Flächenhalter (nicht zwingend notwendig beim Flugzeugschlepp).
Beim Flugzeugschlepp können jedoch Ausklinkort und -höhe frei festgelegt werden und man braucht bei ausreichend starken Flugzeugen eine kürzere Schleppstrecke: Während ein Windenstart mit weniger als 800–1000 m kaum praktikabel ist, ist ein Flugzeugschlepp oft schon bei 500 m Bahn möglich.

## Flugsicherheit
Die Sicherheit des Windenschlepps hängt von der Erfahrung des Windenfahrers, des Piloten und vom verwendeten System ab. Mögliche Gefahren werden im Folgenden beschrieben.
- Bei einem Seilriss oder einem spontanen Bruch der Sollbruchstelle lässt die Zugkraft auf das Fluggerät plötzlich und überraschend nach. Die erste Maßnahme ist in diesem Fall, das Fluggerät in den Horizontalflug mit ausreichender Geschwindigkeit zu bringen. Möglichst zeitgleich wird der am Fluggerät hängende Seilrest ausgeklinkt. Je nachdem, in welcher Höhe dies erfolgt und wie viele Landebahnen vorhanden sind, wird anschließend direkt in Startrichtung gelandet, mit einer Kurve eine Querbahn angeflogen, bei geringem Wind nach einer Umkehrkurve in Gegenrichtung gelandet oder eine normale Landevolte eingeleitet.
- Wenn der Anstellwinkel des Fluggeräts bei hoher Geschwindigkeit zu steil gewählt wird, kann es zu einer Überlastung des Fluggeräts kommen. Um dies zu vermeiden, ist im Windenseil kurz vor dem Fluggerät eine Sollbruchstelle eingebaut. Die Sollbruchstelle zerreißt oberhalb einer durch ihre Bauform vorgegebenen Belastung.
- Hohe Anstellwinkel bei niedriger Geschwindigkeit können durch die zusätzliche Belastung des Seils (oft höher als das Flugzeuggewicht) zum Strömungsabriss führen. Auch in diesem Fall sollten die von den Flugzeugherstellern empfohlenen Geschwindigkeiten oft zu den modernen, stärkeren Winden angepasst werden, um sichere und effiziente Windenstarts zu erlauben. Eine direkte Messung des Anstellwinkels kann mit einem Seitenfaden an der Haube erfolgen.[11]
- Wenn die Winde während des Schlepps ausfällt, lässt die Zugkraft nach und das Fluggerät kann keine weitere Höhe gewinnen. Wie beim Seilriss wird das Fluggerät stabilisiert und das Seil ausgeklinkt. Anschließend bleibt dem Piloten je nach Flughöhe nur wenig Zeit, wieder zu landen.
- Fluggeräte, deren Flugrichtung zu weit von der Zugrichtung der Winde abweicht, können in einen Lockout geraten. Hierbei dreht sich das Fluggerät weiter zur Seite, ohne dass der Pilot noch gegensteuern kann, und droht mit hoher Geschwindigkeit zu Boden zu stürzen. Als Gegenmaßnahme bei bereits eingeleitetem Lockout hilft nur eine sofortige Reduzierung der Zugkraft durch Ausklinken oder Kappen des Schleppseils.
- Ein mögliches Problem ist das Verhängen des Seils in der Trommel. Bei der Aufrollwinde führt dies zu einem Stopp der Zugkraft, bei dem der Pilot des Fluggerätes sofort in die Normalfluglage gehen muss. Möglichst zeitgleich erfolgt die Betätigung der Auslöseklinke, um sich vom Schleppseil zu trennen. Bei der Abrollwinde hingegen kann ein Verhängen des Seils in der Trommel zur erhöhten Zugkraft und infolgedessen zu einem gefährlichen Lockout führen. In diesem Fall muss das Seil sofort ausgeklinkt bzw. gekappt werden.
- Ein weiteres mögliches Ereignis ist das Verhängen des Seils am Boden. Das Fluggerät verhält sich, als ob es von einer Winde mit erheblich kürzerem Seil gezogen wird. Auch in diesem Fall ist ein Startabbruch durch Ausklinken oder Kappung des Seils zur Vermeidung eines Unfalls erforderlich.

### Belastung im Windenstart
Beim Windenstart werden überwiegend die Befestigung der Schleppkupplung und die Tragflächenwurzel beansprucht. Eine Überbelastung ist insbesondere an der zweiten Stelle relevant.
Die Tragfläche wird von der eigenen Masse nicht belastet, weil diese ähnlich der Auftriebsverteilung verteilt ist. Beim normalen unbeschleunigten Flug wird sie also hauptsächlich von den nicht tragenden Teilen belastet. Um eine äquivalente Belastung zu errechnen, muss also die maximale Seillast bei fast senkrechtem Seil zur Masse der nicht tragenden Teile addiert werden (Rumpf und Zuladung zzgl. Wasserballast). Bei üblichen Segelflugzeugmustern beträgt die so errechnete äquivalente Belastung an der Tragflächenwurzel 2–3 g. Am Beispiel einer ASK 13 wird eine Mehrbelastung jedoch deutlich: Bei einer maximalen Masse der nicht tragenden Teile von 320 kg und einer zulässigen Sollbruchstelle von 1070 daN errechnet sich eine äquivalente Belastung von 4,3 g.